# 富蝶邨
富蝶邨（英語：Fu Tip Estate）是香港房屋委員會轄下的公共屋邨，項目編號為TP11（第一期）、TP13（第二期）及TP10（第三期），位於大埔區北部鄰近富亨邨、松嶺村以及大埔醫院的三幅土地，由房屋署總建築師（六）負責總體設計，首兩期及第三期分別由李景勳、雷煥庭建築師有限公司，以及胡周黃建築設計（國際）有限公司設計。當中第一期的斑蝶樓由協興建築承建，而第二期由精進建築承建，第三期的承建商暫時未定。此屋邨分別會在2021、約2024及2030年竣工。
此邨的管理公司現為領先管理有限公司。

## 歷史
富蝶邨第一、第二期及第三期前身分別為匡智會松嶺村轄下的農地、大埔第9區擬建私家醫院用地，以及閒置政府土地。當中，富蝶邨二期所在的私院用地，曾於2013年進行招標，但因為僅有一個財團入標而終告流標。
及後，私院用地交還政府，並改作興建公屋。2014年，房委會提出將該用地連同頌雅路東（即富蝶邨一期）、西地盤（富蝶邨第三期）一併發展，預計提供6,550伙。
2016年，政府開展此屋邨的若干基建工程，包括興建連接頌雅路至富蝶邨二期的彩蝶街，並將總單位數目提升至7,800伙。
隨後，富蝶邨的建造工程亦正式分三階段開展，而房委會亦於2020年12月，向城規會申請放寬喜蝶樓、紫蝶樓及黃蝶樓的高度限制，以進一步增加單位數目至大約8,381伙。大埔區內現建成後單位數目將會超過現時大埔最大、單位數目6,200伙的廣福邨，成為區內最大型的公屋。但是，當時富蝶邨第三期仍在設計階段。
2021年8月13日，富蝶邨一期率先開始預派予合資格公屋申請人，並於同年11月1日開始入伙。同年10月，富蝶邨二期其中500伙，列入2021/22年度公務員公屋配額，將優先分配予基層公務員。
2022年7月，富蝶邨三期設計方案交付房委會審議。
2023年8月尾，富蝶邨二期開始預派，預計將於2024年2月竣工，亦是房屋局於同年推出公屋提前預派政策後，首批預派期延長至半年的新建公屋。

## 屋邨資料

### 命名
此屋邨於2020年1月正式命名，取名為「富蝶邨」，並以香港常見的蝴蝶品種命名各樓宇，以呼應鄰近的鳳園蝴蝶保育區，並同時承繼鄰近的富亨邨和富善邨的「富」字共通字原則。
此屋邨是繼蝴蝶邨之後，香港第二個以昆蟲作為樓宇命名的公共屋邨。

### 樓宇
富蝶邨共分為三期興建，設有10座樓宇，提供8,461伙，可供約19,900人居住。當中第一期佔655伙，第二期佔6,810伙，第三期則提供1,030伙單位。
| 樓宇名稱（座號）     | 樓宇類型                    | 落成年份 | 層數 | 每層伙數                 | 每座單位總數（伙） | 建築師                                                | 承建商   | 提供升降機的廠商 | 期數 |
| -------------------- | --------------------------- | -------- | ---- | ------------------------ | ------------------ | ----------------------------------------------------- | -------- | ---------------- | ---- |
| 斑蝶樓（第1座）      | 非標準設計大廈 （T型）      | 2021年   | 30   | 18（1樓） 22（其餘樓層） | 655                | 房屋署總建築師（六）、 李景勳、雷煥庭建築師有限公司   | 協興建築 | 奧的斯           | 1    |
| 珍蝶樓（第2座）      | 非標準設計大廈 （十字長型） | 2024年   | 30   | 27（1樓） 28（其餘樓層） | 839                | 房屋署總建築師（六）、 李景勳、雷煥庭建築師有限公司   | 精進建築 | 東芝             | 2    |
| 粉蝶樓（第3座）      | 非標準設計大廈 （十字長型） | 2024年   | 30   | 22 (1樓） 34 (其餘樓層)  | 1042               | 房屋署總建築師（六）、 李景勳、雷煥庭建築師有限公司   | 精進建築 | 東芝             | 2    |
| 鳳蝶樓（第4座）      | 非標準設計大廈 （十字長型） | 2024年   | 31   | 26 (1樓） 32 (其餘樓層） | 986                | 房屋署總建築師（六）、 李景勳、雷煥庭建築師有限公司   | 精進建築 | 東芝             | 2    |
| 蛺蝶樓（第5座）      | 非標準設計大廈 （十字長型） | 2024年   | 31   | 24 (1樓） 30 (其餘樓層)  | 924                | 房屋署總建築師（六）、 李景勳、雷煥庭建築師有限公司   | 精進建築 | 東芝             | 2    |
| 喜蝶樓（第6座）      | 非標準設計大廈 （十字長型） | 2024年   | 32   | 20（1樓） 26 (其餘樓層） | 826                | 房屋署總建築師（六）、 李景勳、雷煥庭建築師有限公司   | 精進建築 | 東芝             | 2    |
| 蜆蝶樓（第7座）      | 非標準設計大廈 （Y型）      | 2024年   | 31   | 15                       | 465                | 房屋署總建築師（六）、 李景勳、雷煥庭建築師有限公司   | 精進建築 | 東芝             | 2    |
| 紫蝶樓（第8座）      | 非標準設計大廈 （十字長型） | 2024年   | 30   | 20 (1樓） 32 (其餘樓層） | 948                | 房屋署總建築師（六）、 李景勳、雷煥庭建築師有限公司   | 精進建築 | 東芝             | 2    |
| 黃蝶樓（第9座）      | 非標準設計大廈 （十字長型） | 2024年   | 30   | 26                       | 780                | 房屋署總建築師（六）、 李景勳、雷煥庭建築師有限公司   | 精進建築 | 東芝             | 2    |
| 未命名樓宇（第10座） | 非標準設計大廈 （T型）      | 2030年   | 47   | （待補）                 | 1,030              | 房屋署總建築師（六）、 胡周黃建築設計（國際）有限公司 | （待補） | （待補）         | 3    |

### 配套設施
在富蝶邨一及三期，將會附設商店，並於富蝶邨第二期內設立商場（連公共交通總站），以滿足居民生活所需。
由於富蝶邨第一期設施較少，需依靠富亨邨的設施以滿足日常生活所需，富亨邨設有富亨鄰里社區中心 （页面存档备份，存于）及富蝶邨地區網絡支援計劃以協助將遷入居民之需要。
此外，在第二期亦將分別開設1所長者鄰舍中心及2所幼稚園，另於第一期（斑蝶樓）基座設立老人院、長者中心、傷健人士中心、幼兒中心及早期培訓中心各一所。當中，位於鳳蝶樓地下的兩所幼稚園校舍，分別為大埔禮賢會幼稚園及香港基督教服務處時代幼兒學校，將分別由同區及灣仔遷入。
而在第二及三期附近，亦各預留一幅土地供政府興建小學。當中，鄰近第二期的36班小學於2019年9月由五旬節聖潔會投得，現為五旬節聖潔會永光小學，於2024年開辦。
屋邨辦事處設於紫蝶樓地下；而在現址落成前，辦事處曾暫時設於斑蝶樓。

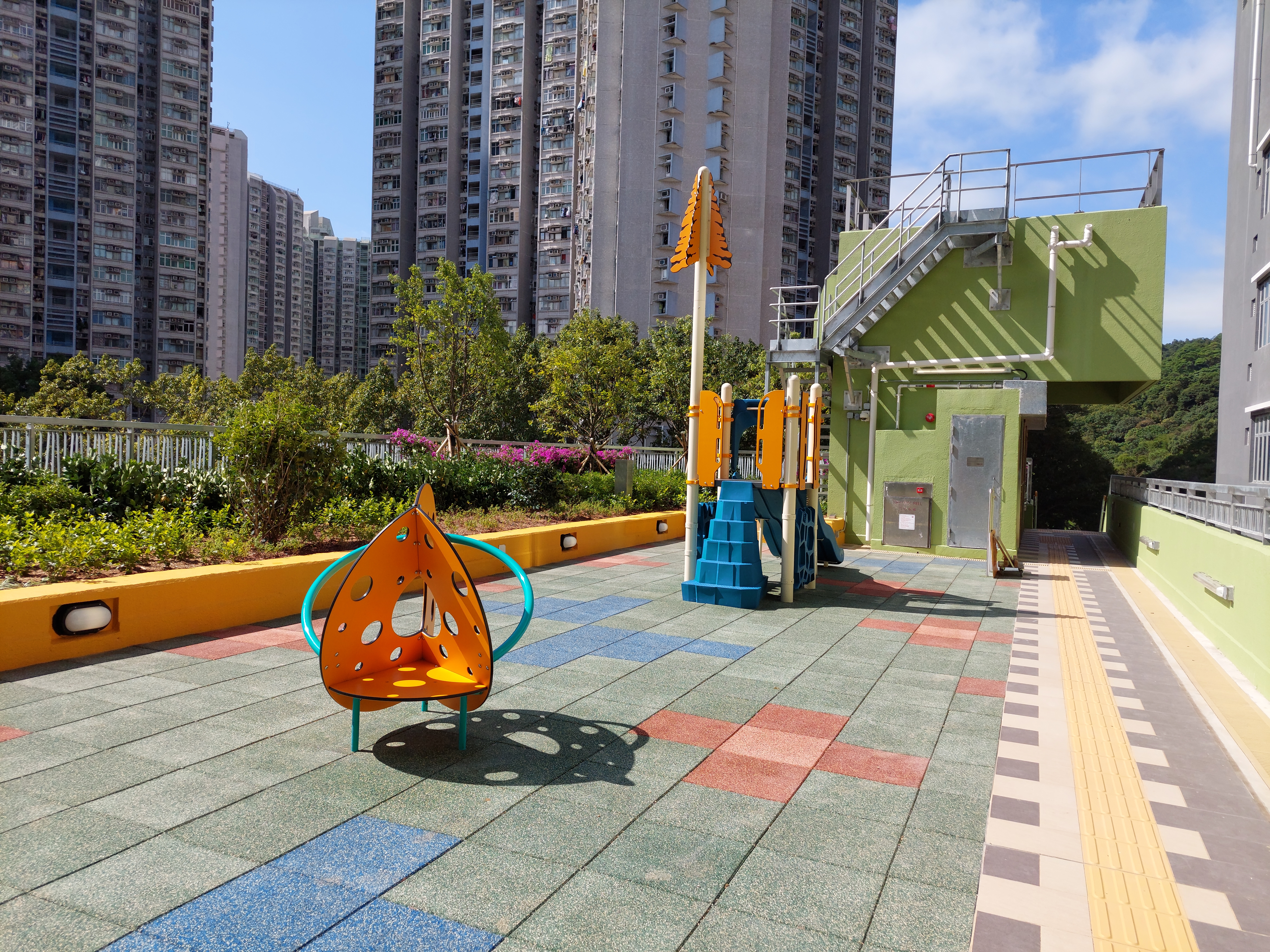
一期遊樂場
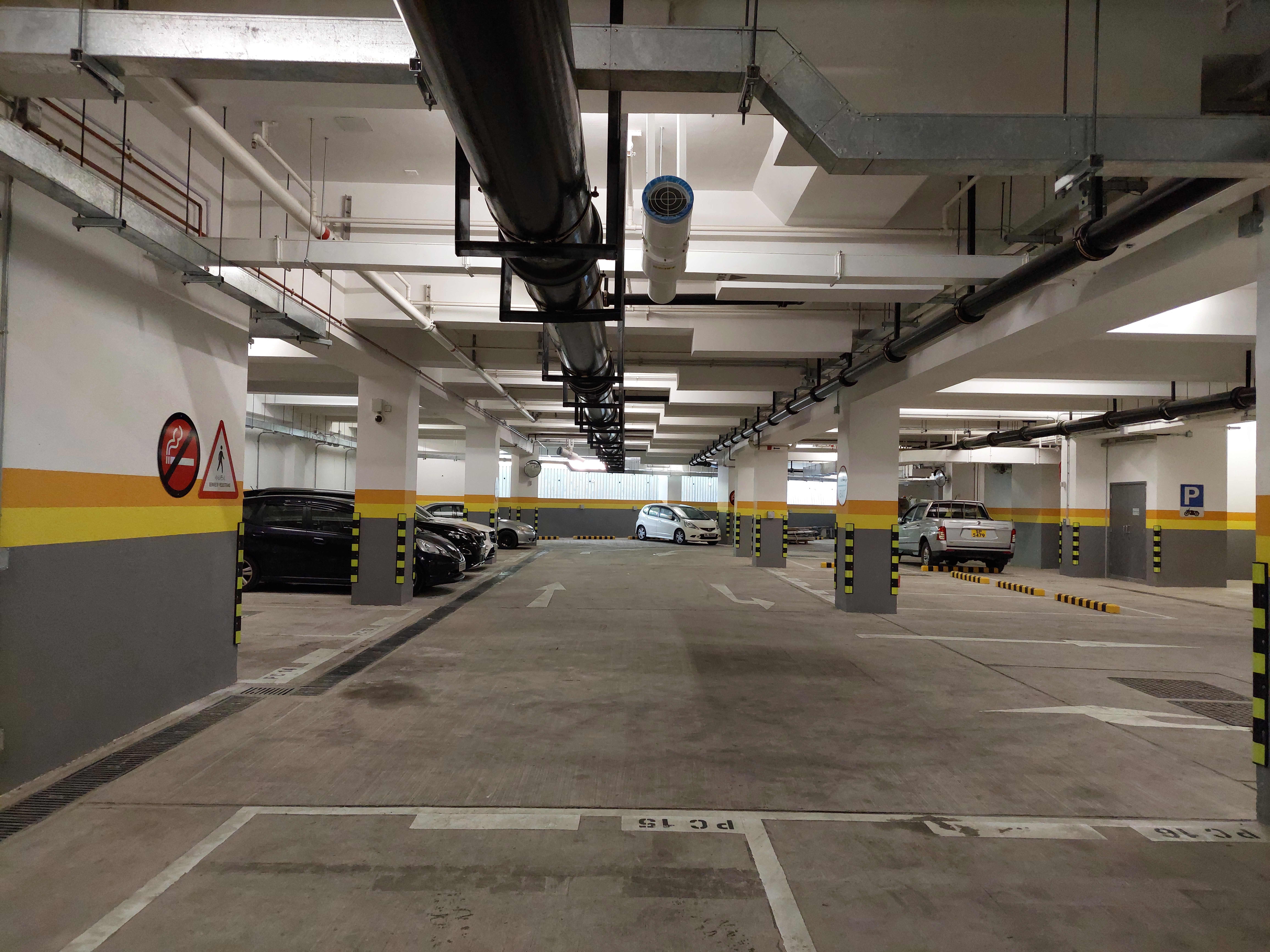
一期停車場
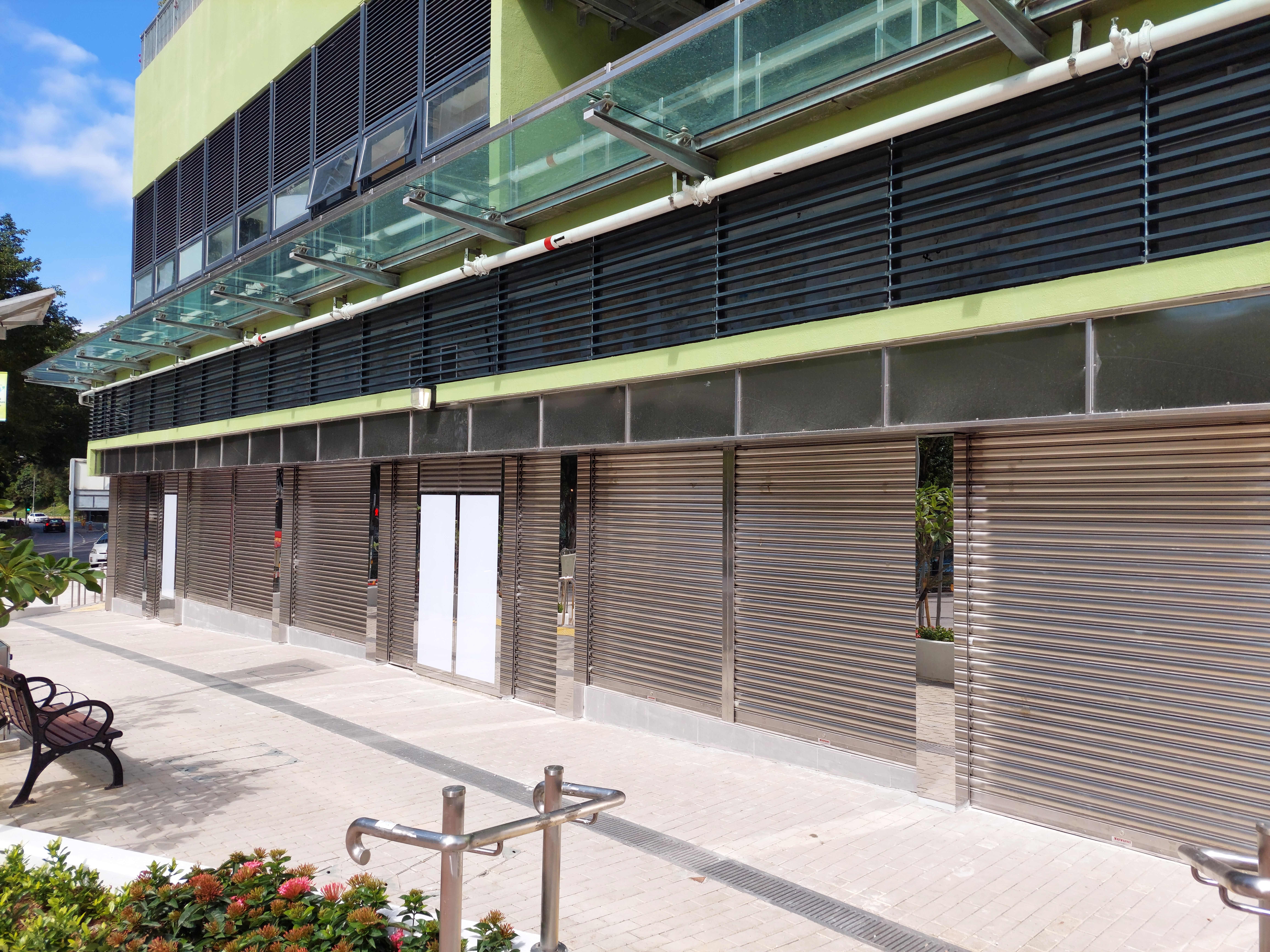
一期街舖
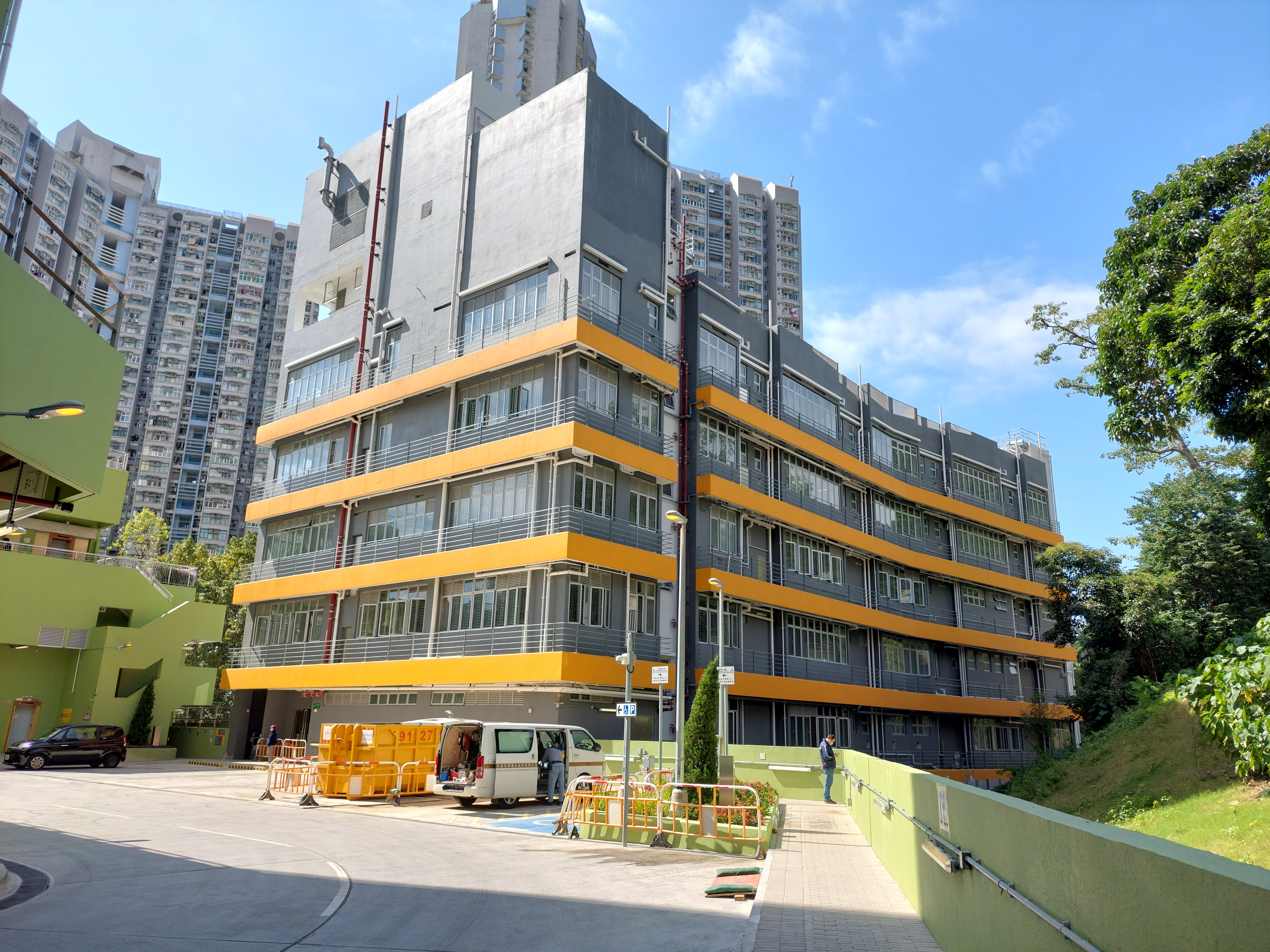
社會服務大樓

## 區議會議席分布
| 範圍／年度 | 範圍／年度     | 2020-2023  | 2024-2027  |            |
| ---------- | -------------- | ---------- | ---------- | ---------- |
| 富蝶邨     | 第一期、第二期 | 康樂園選區 | 大埔北選區 | 大埔北選區 |
| 富蝶邨     | 第三期         | 尚未落成   | 大埔北選區 | 大埔北選區 |

富蝶邨目前隸屬於大埔區議會的康樂園選區，由大埔民主聯盟成員姚躍生擔任當區區議員，惟已於2021年5月16日辭任。而在立法會地區直選當中，則屬於新界東北（LC10）選區。

## 興建期間圖片集
第一期

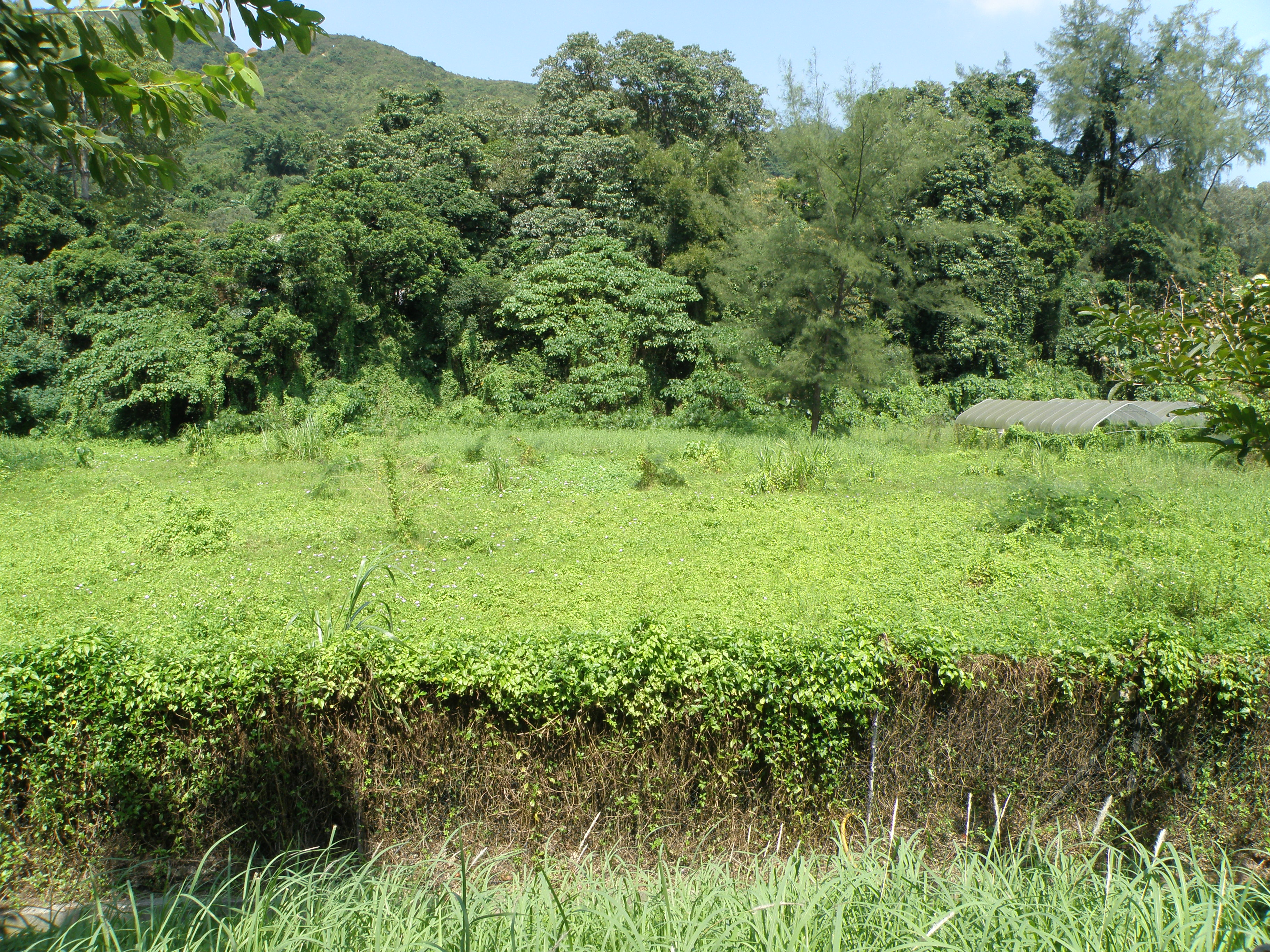
一期動工前，2015年10月
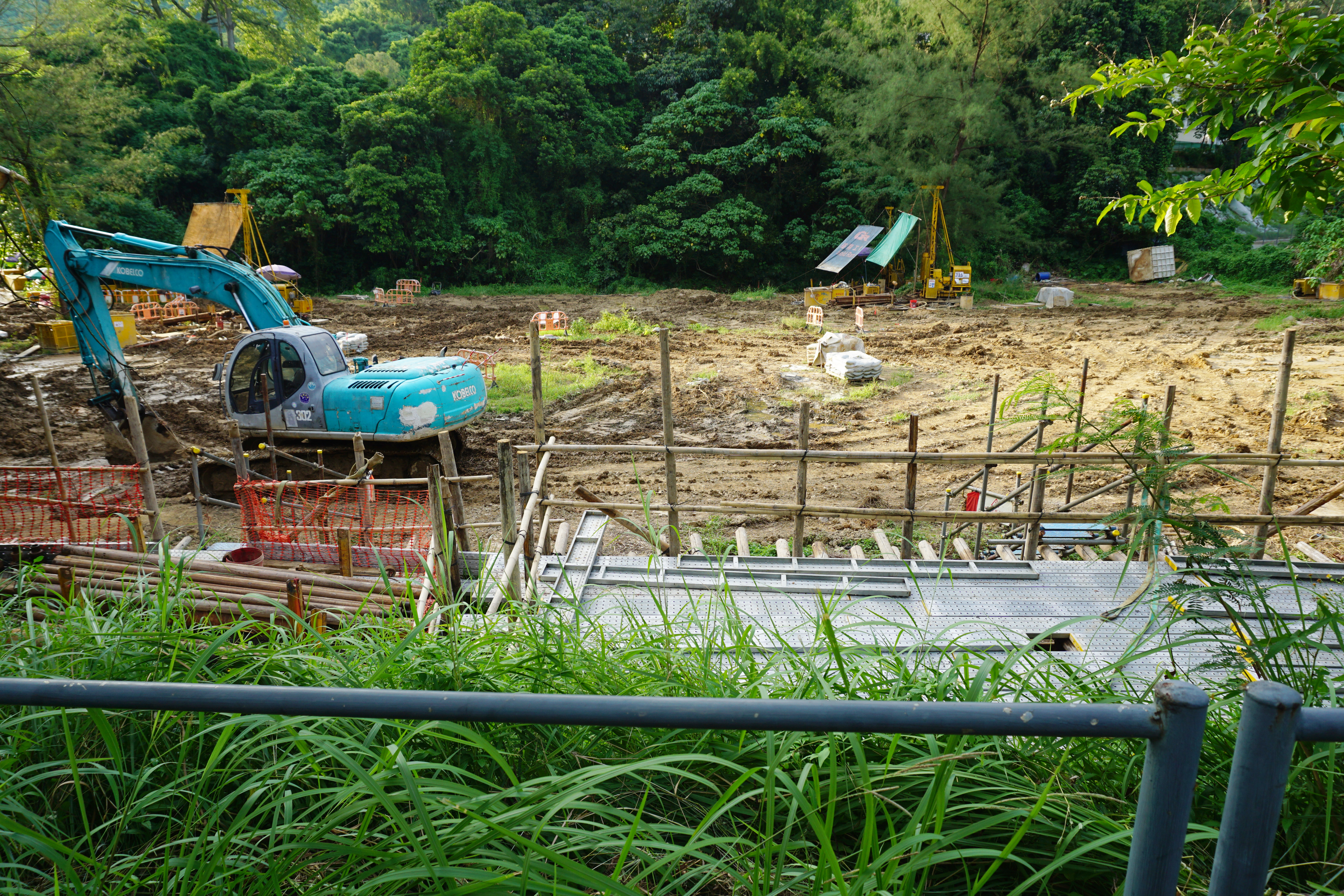
一期前期工程，2017年8月
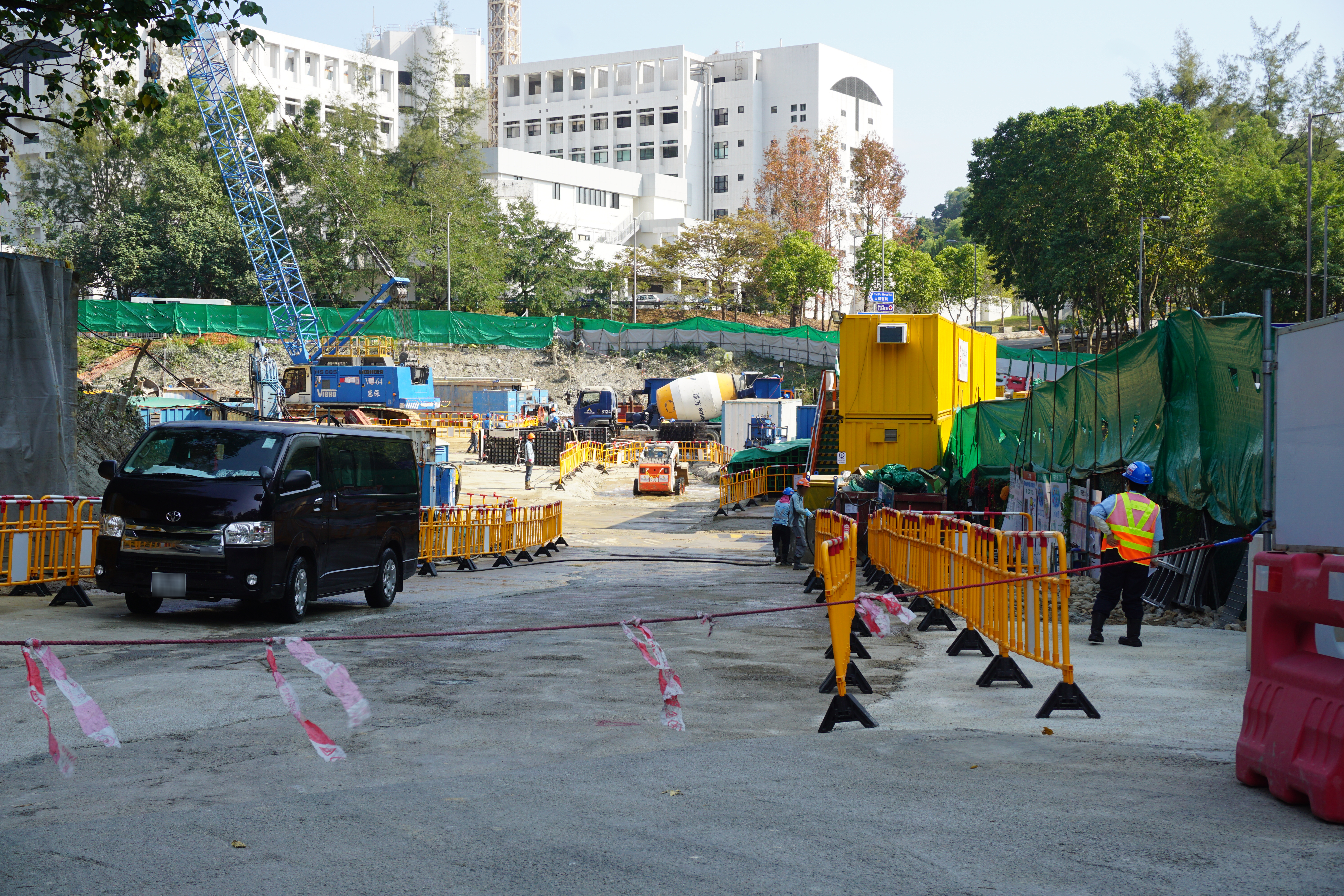
一期前期工程，2017年12月
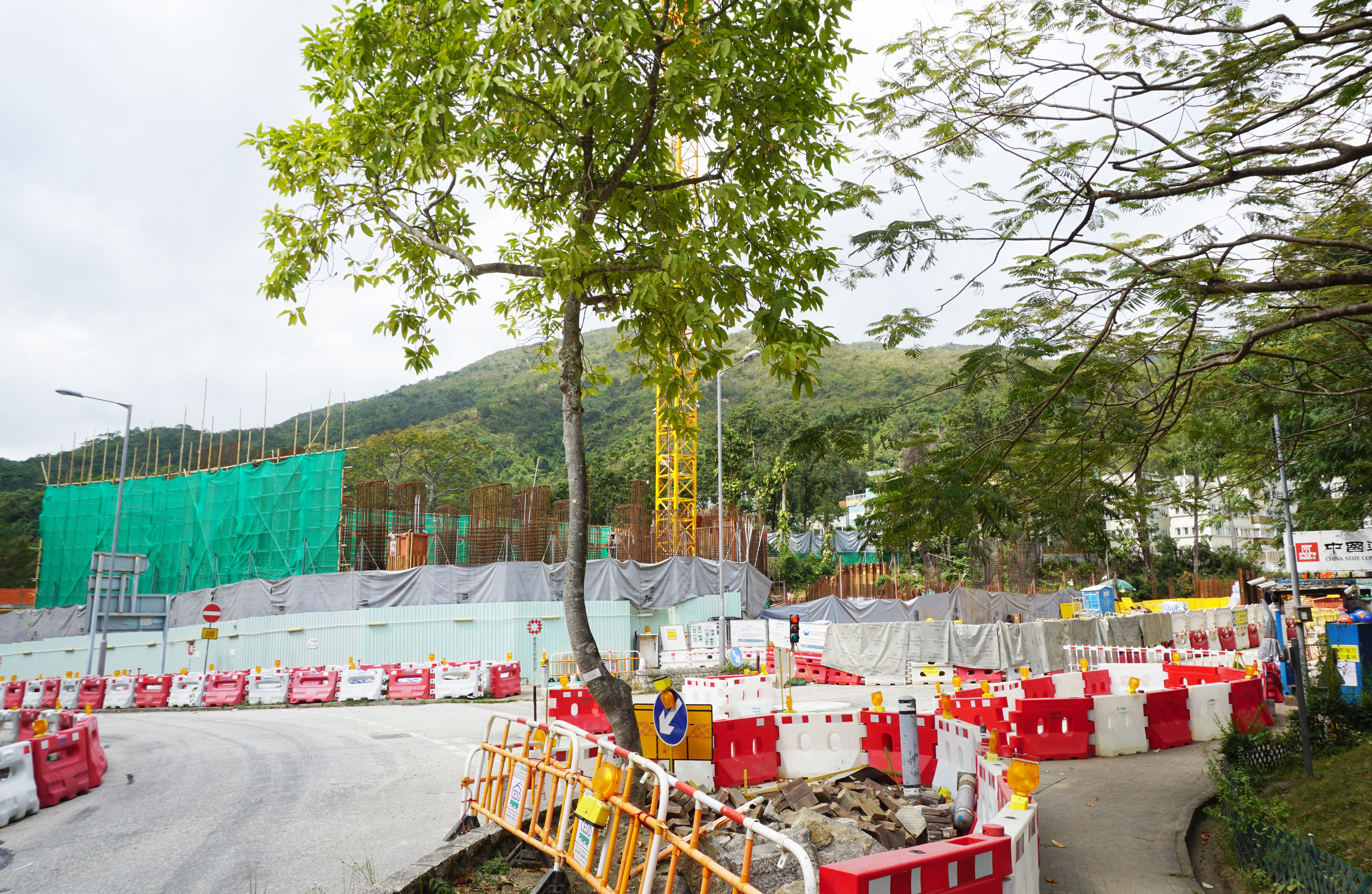
一期興建中，2019年2月
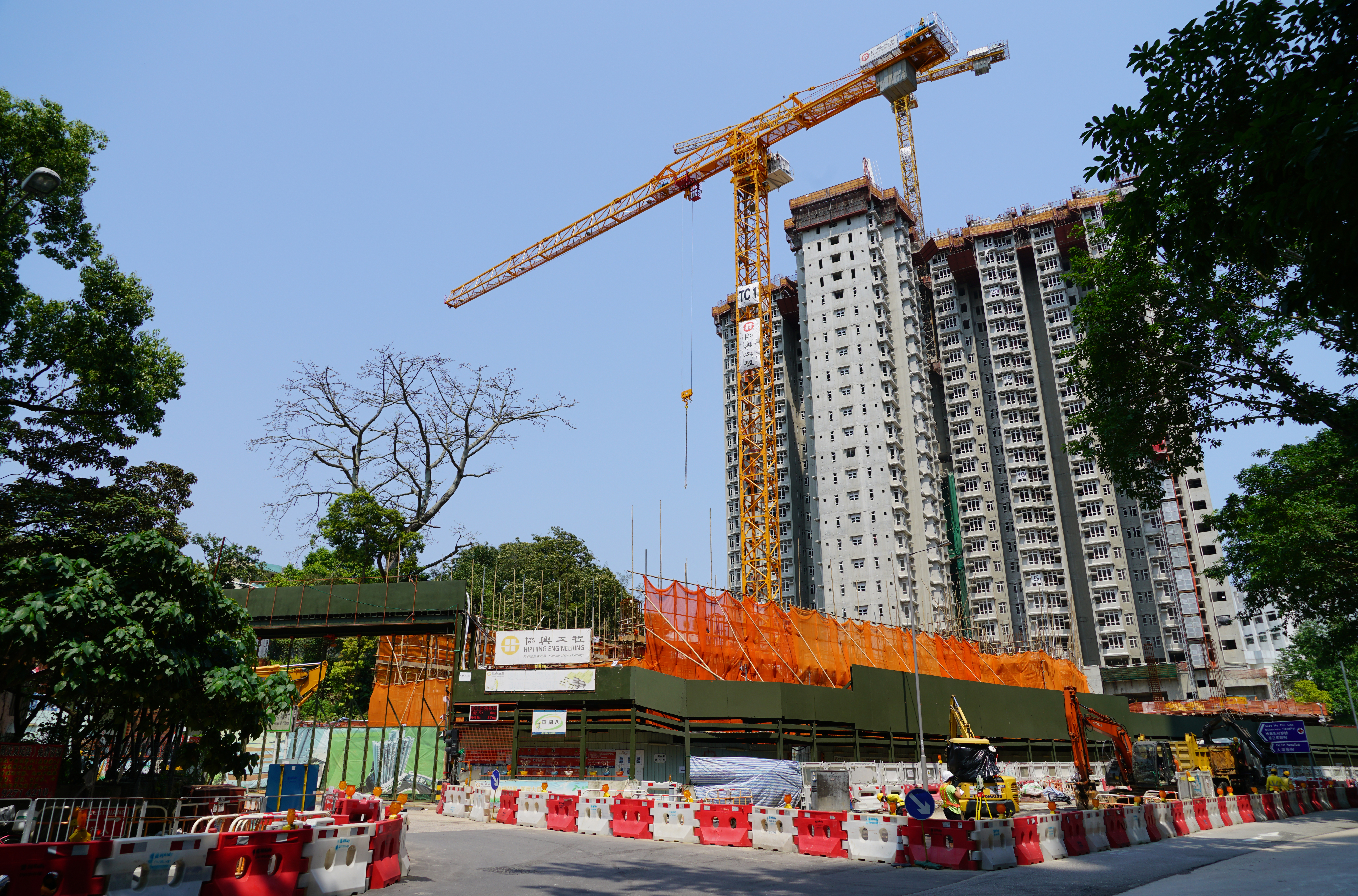
一期興建中，2020年4月
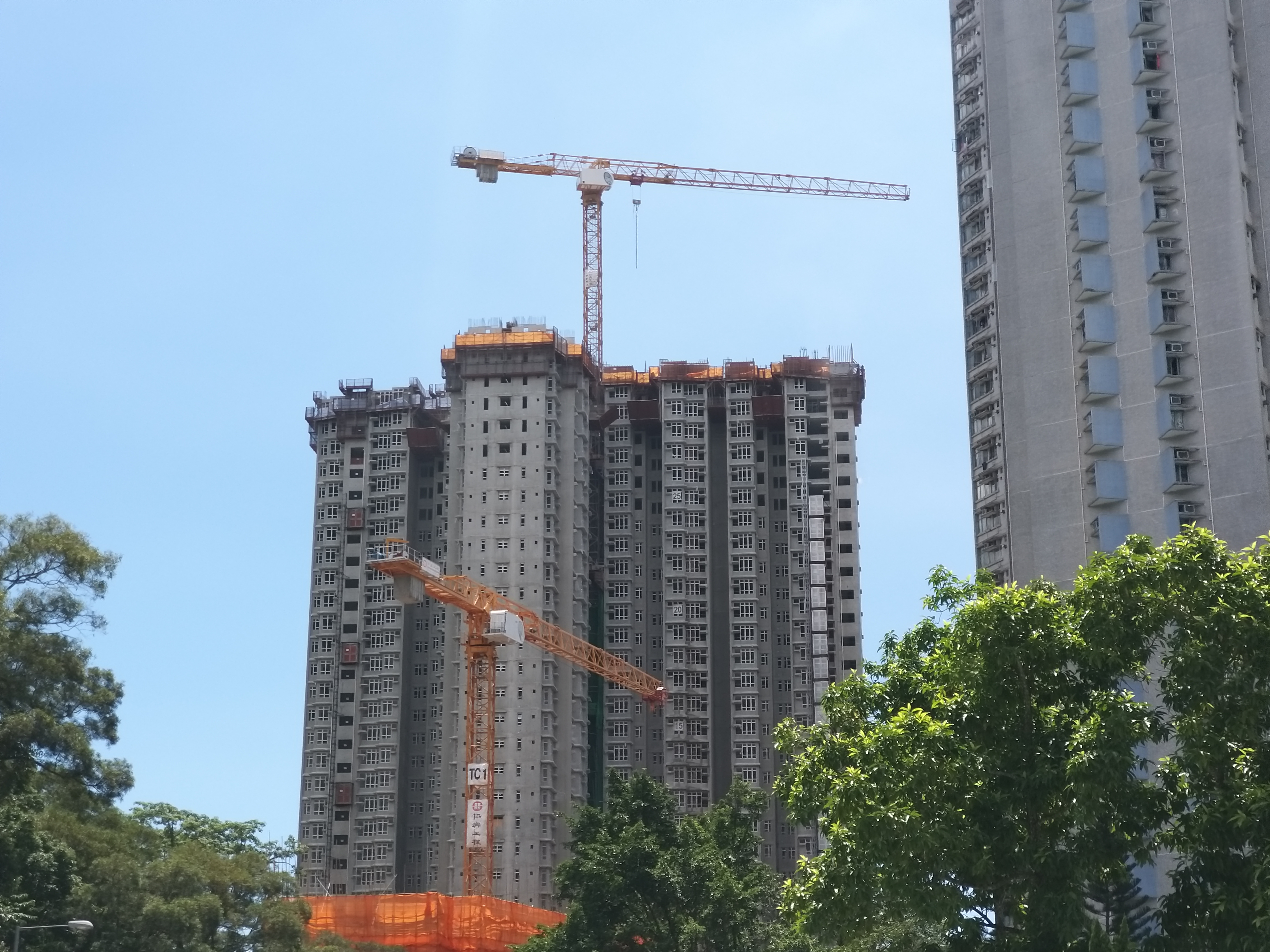
即將封頂，2020年6月
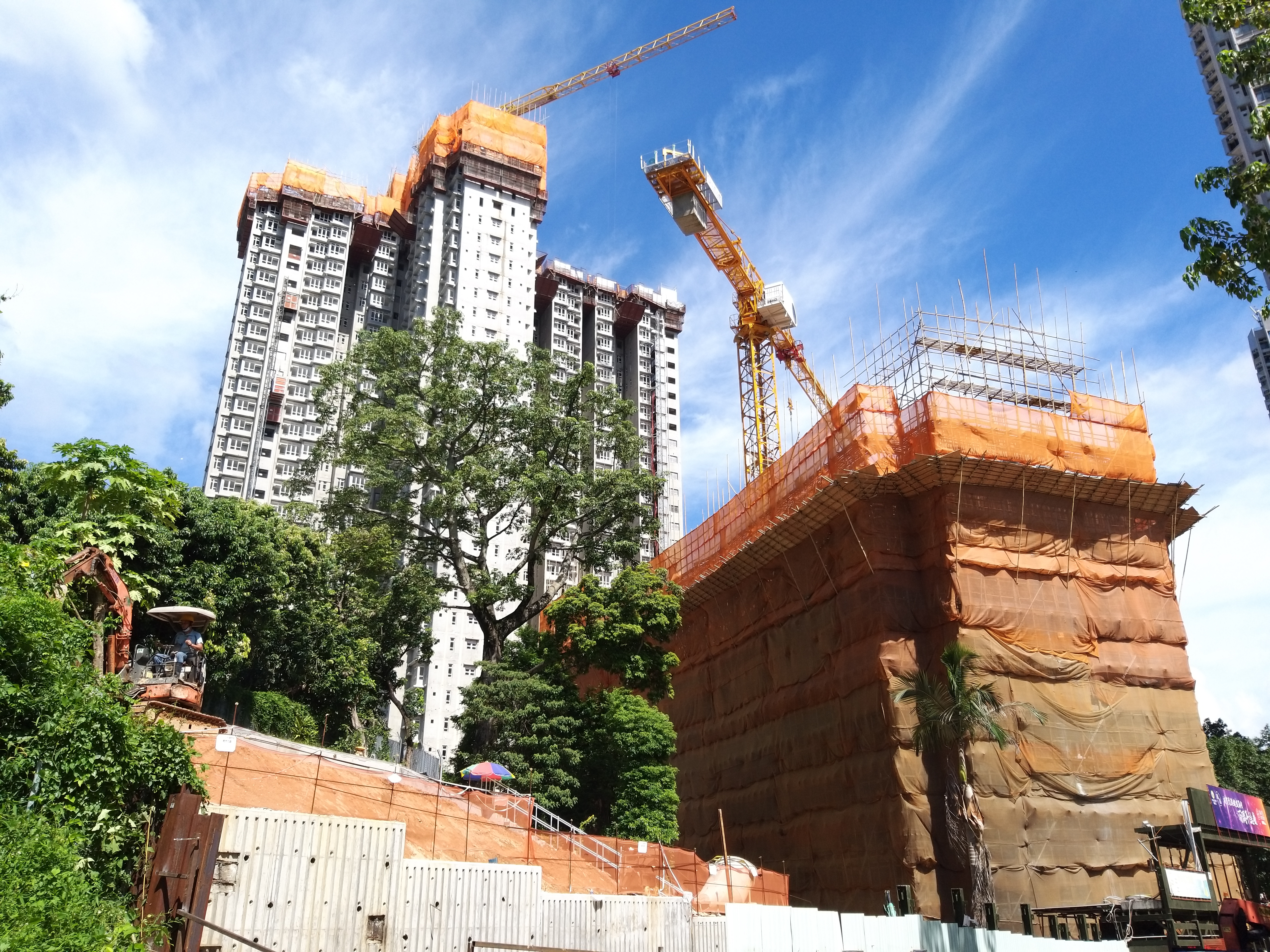
封頂中，2020年8月
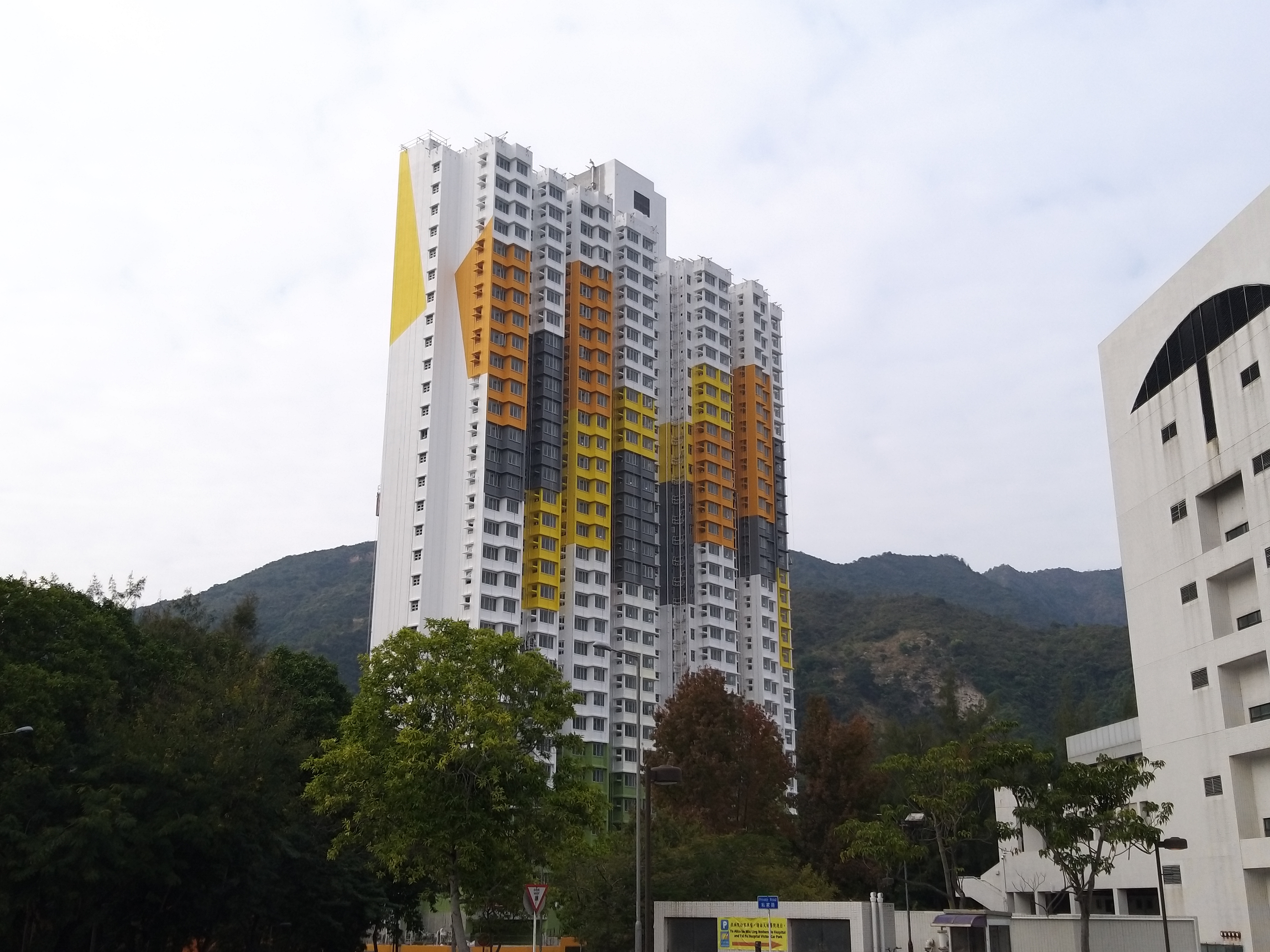
裝修進行中，2020年12月
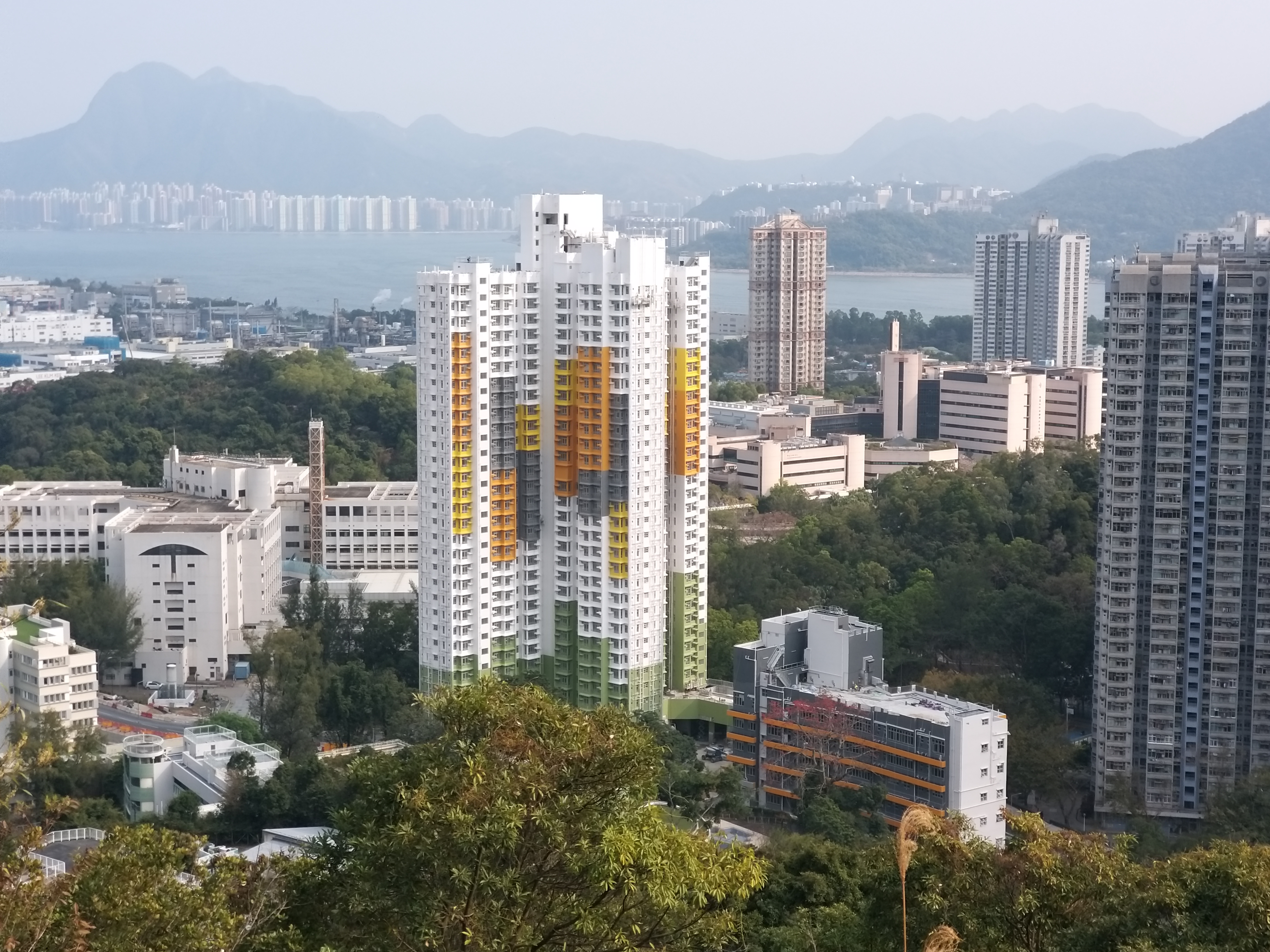
山上角度，2021年2月
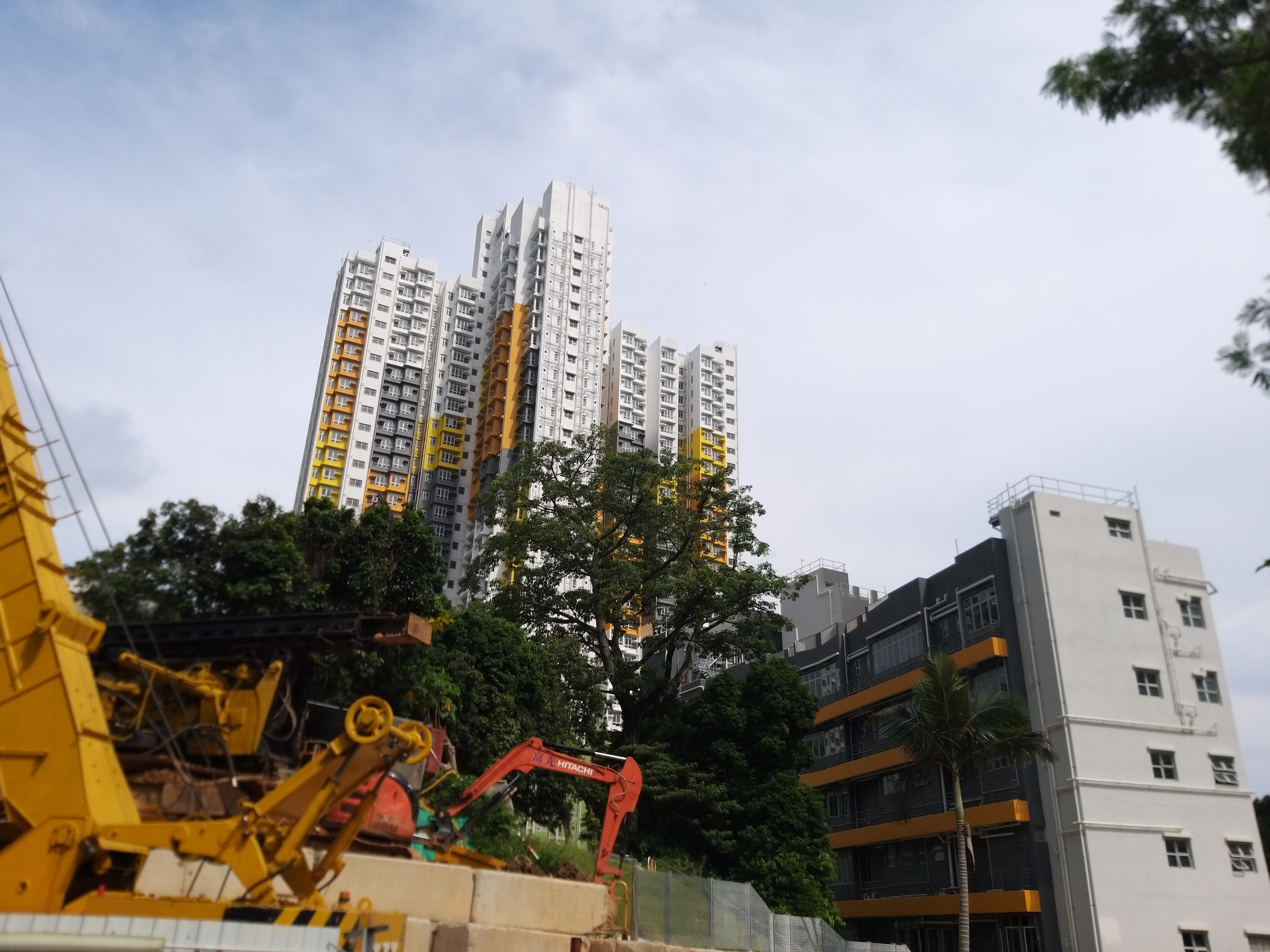
即將完工，2021年8月
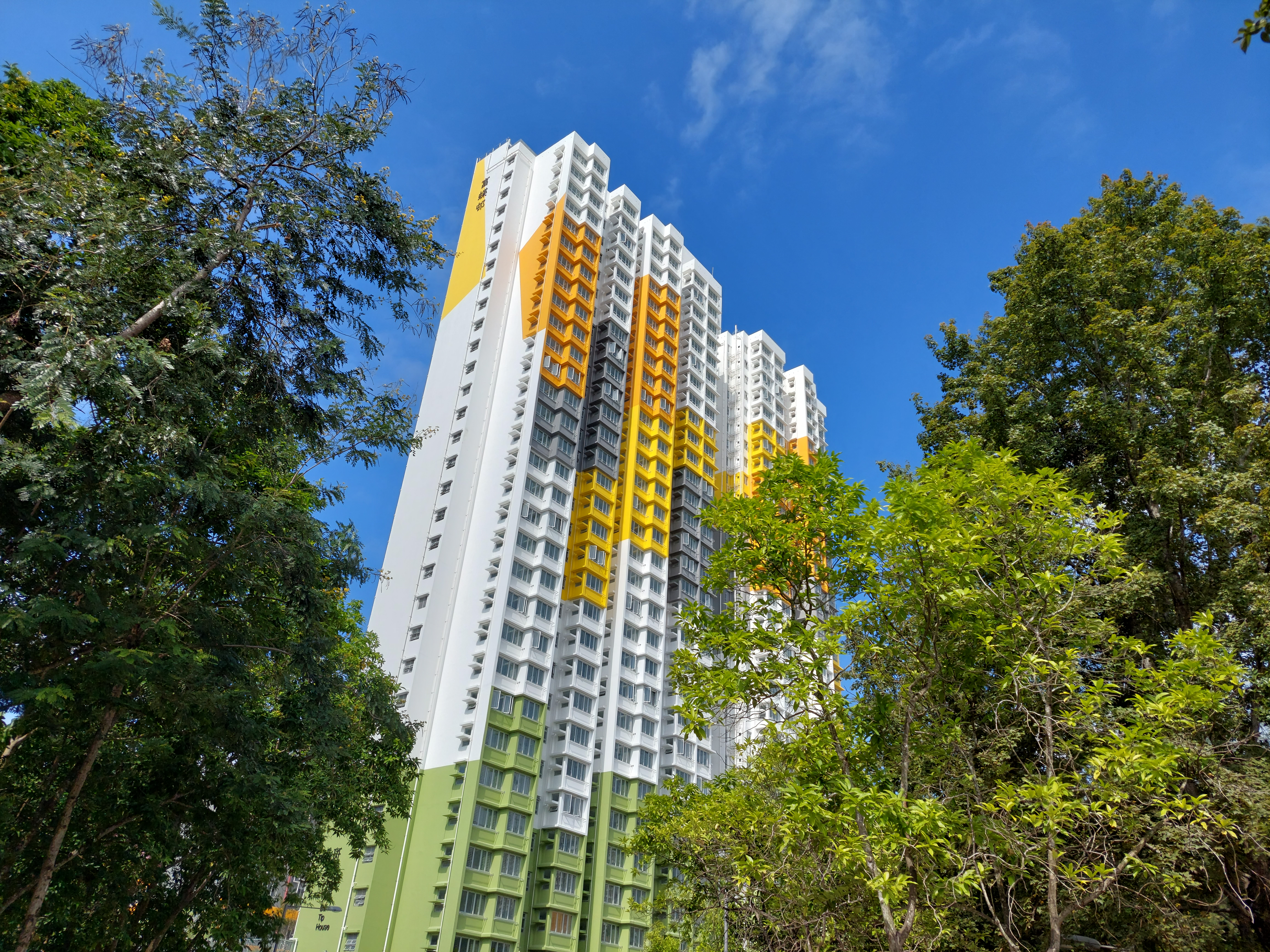
剛入伙，2021年11月

第二期

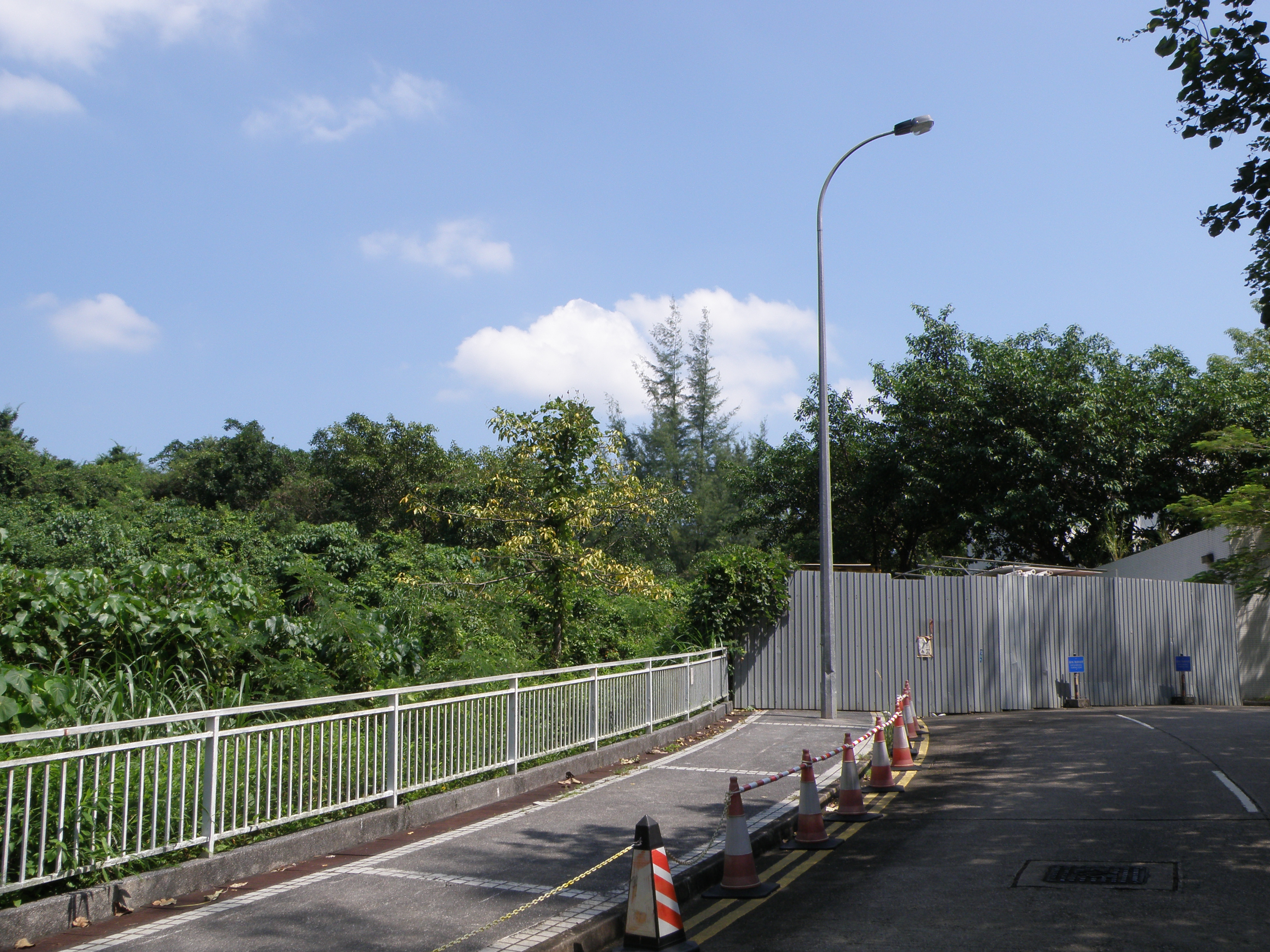
二期動工前，2015年10月
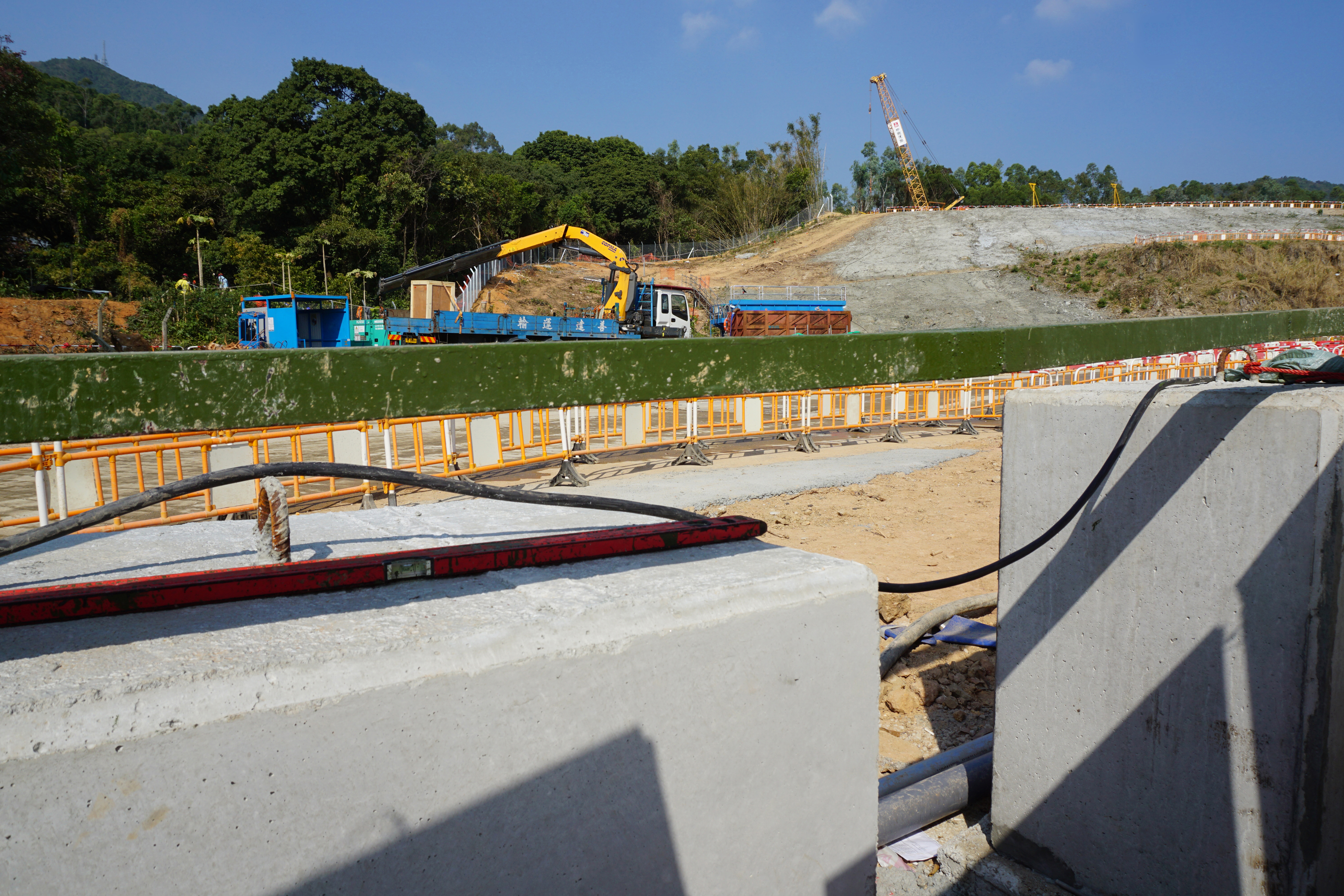
二期前期工程，2017年12月
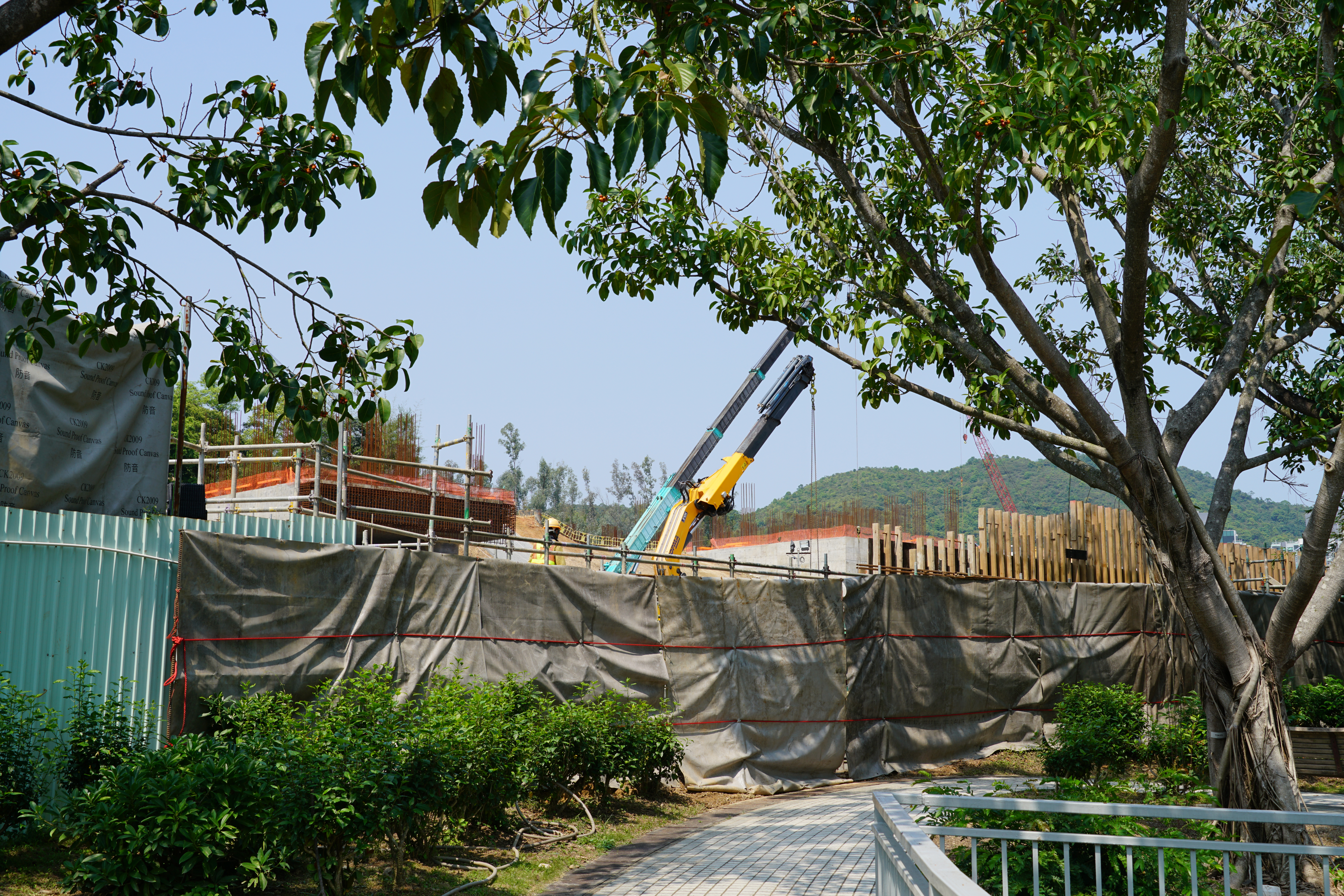
週邊設施工程，2020年4月
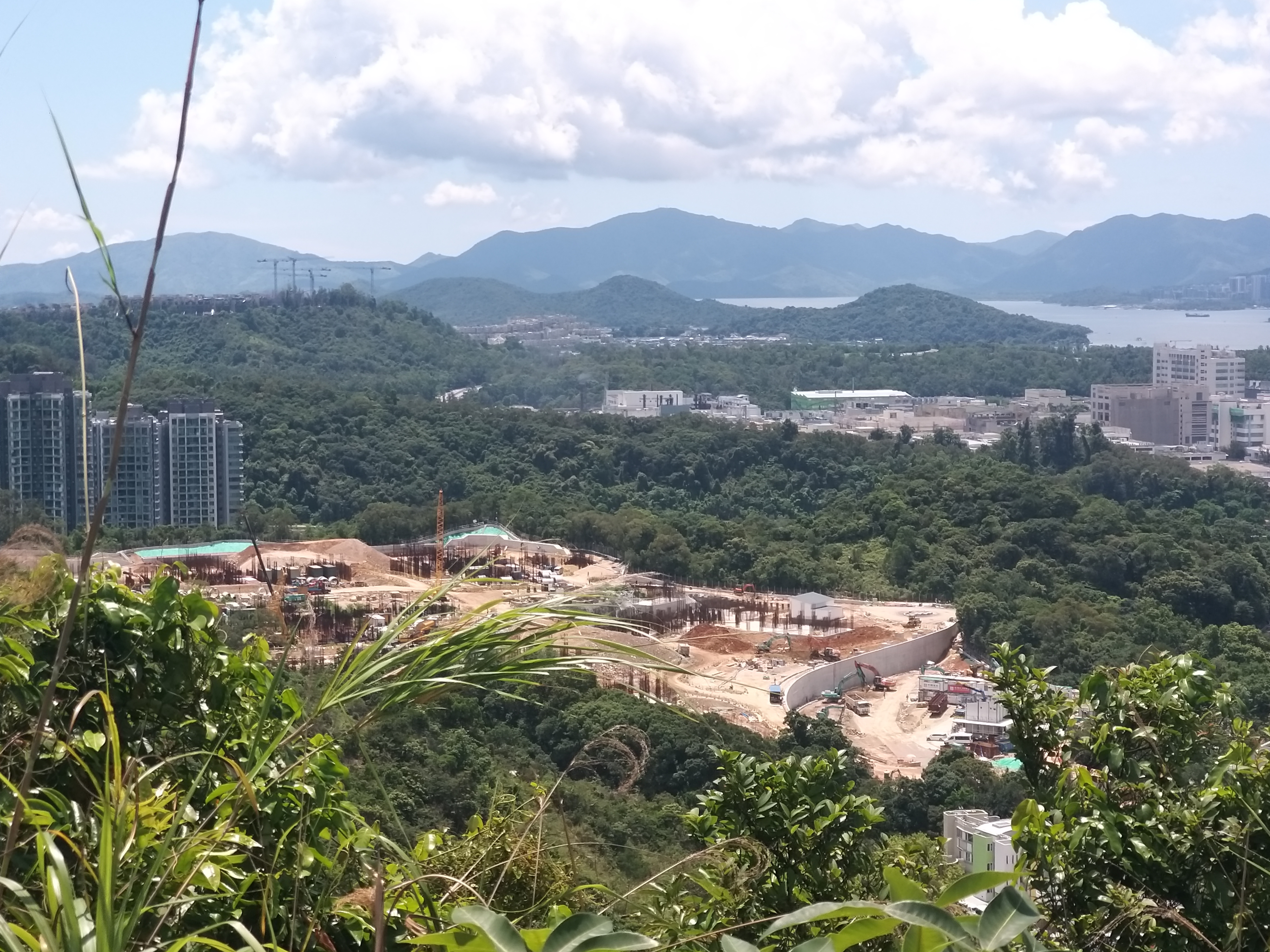
地基工程大致完成，2020年6月
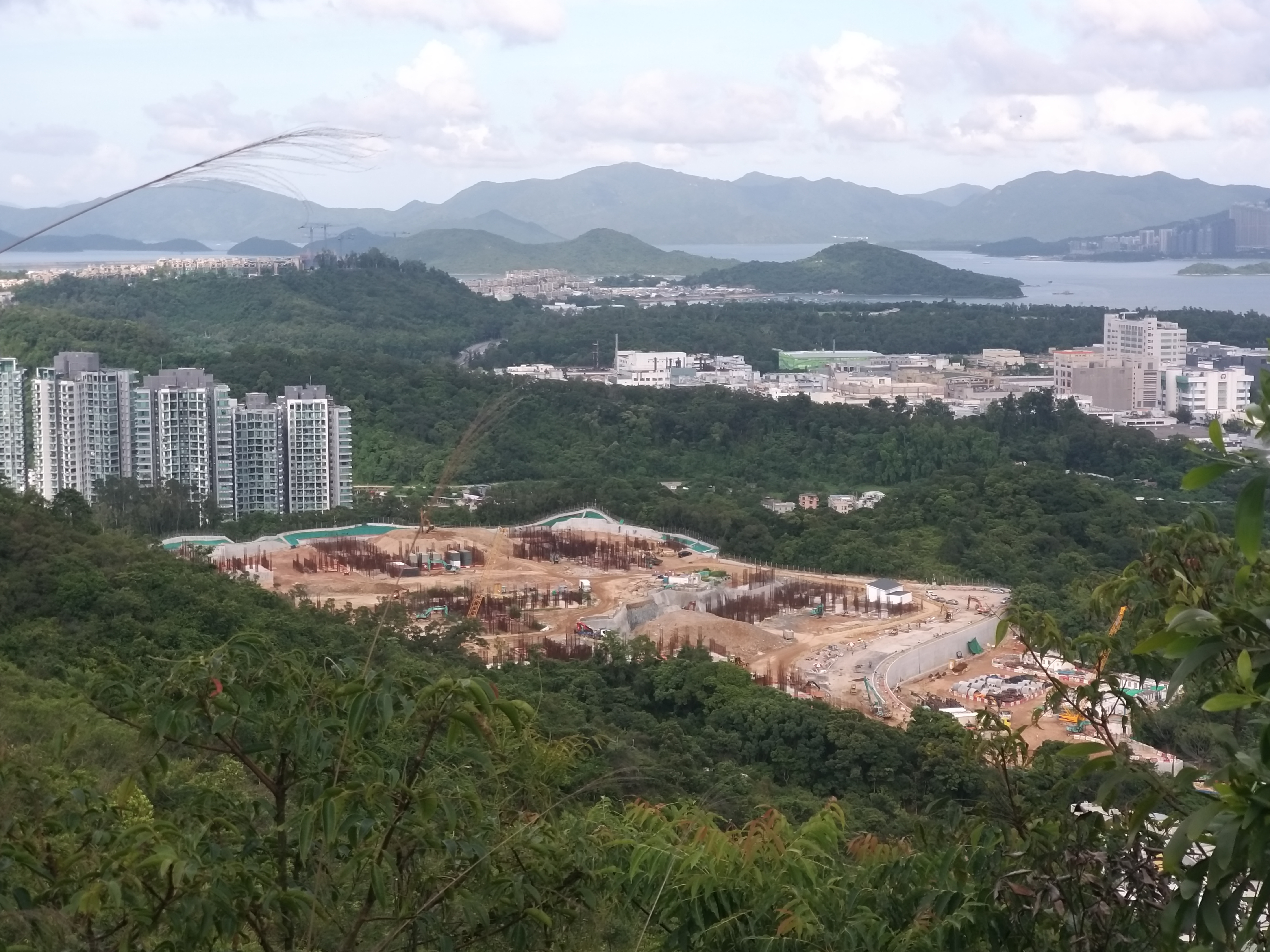
興建中之富蝶邨第二期，2020年7月
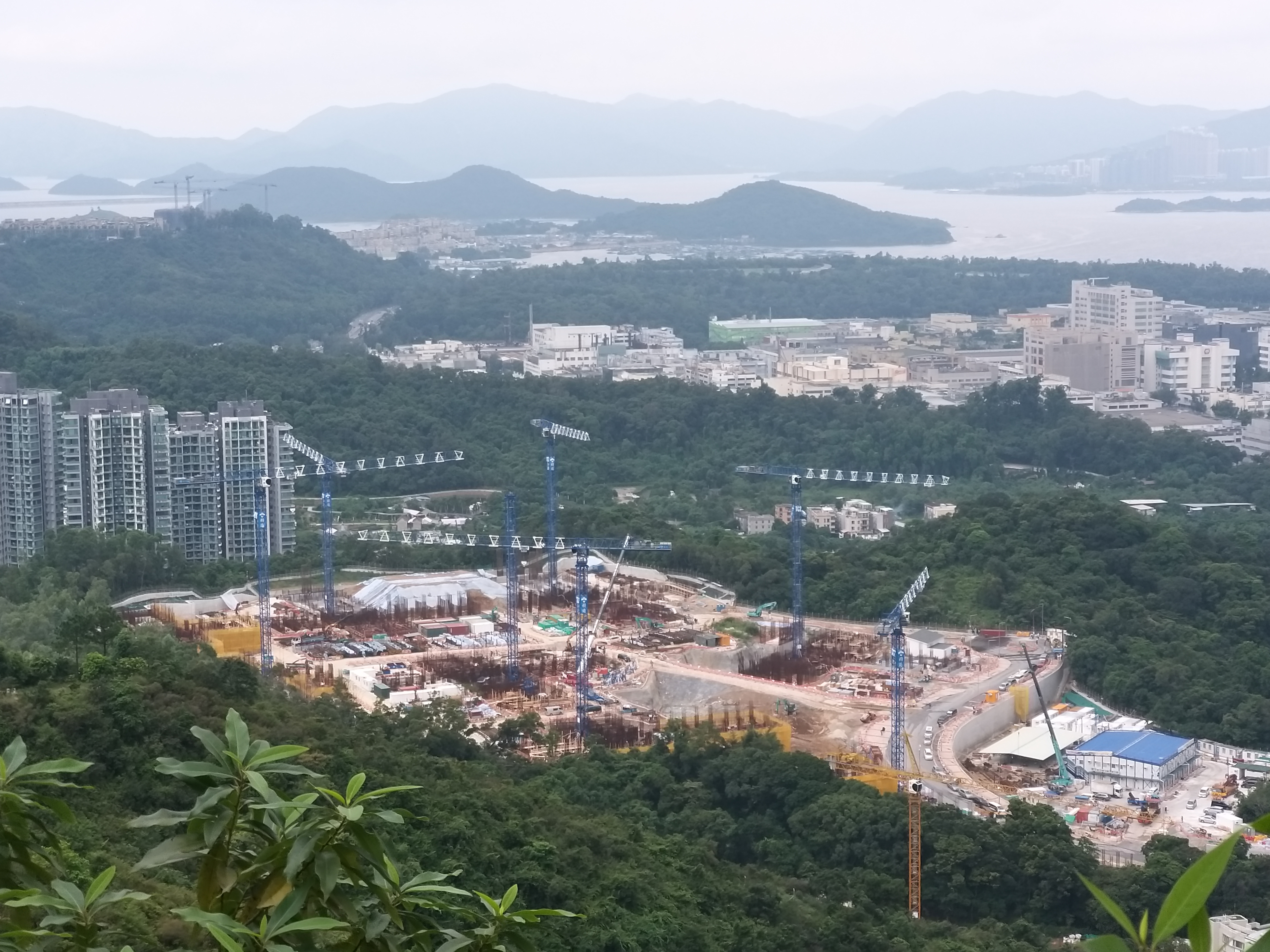
開始興建上蓋，2020年9月
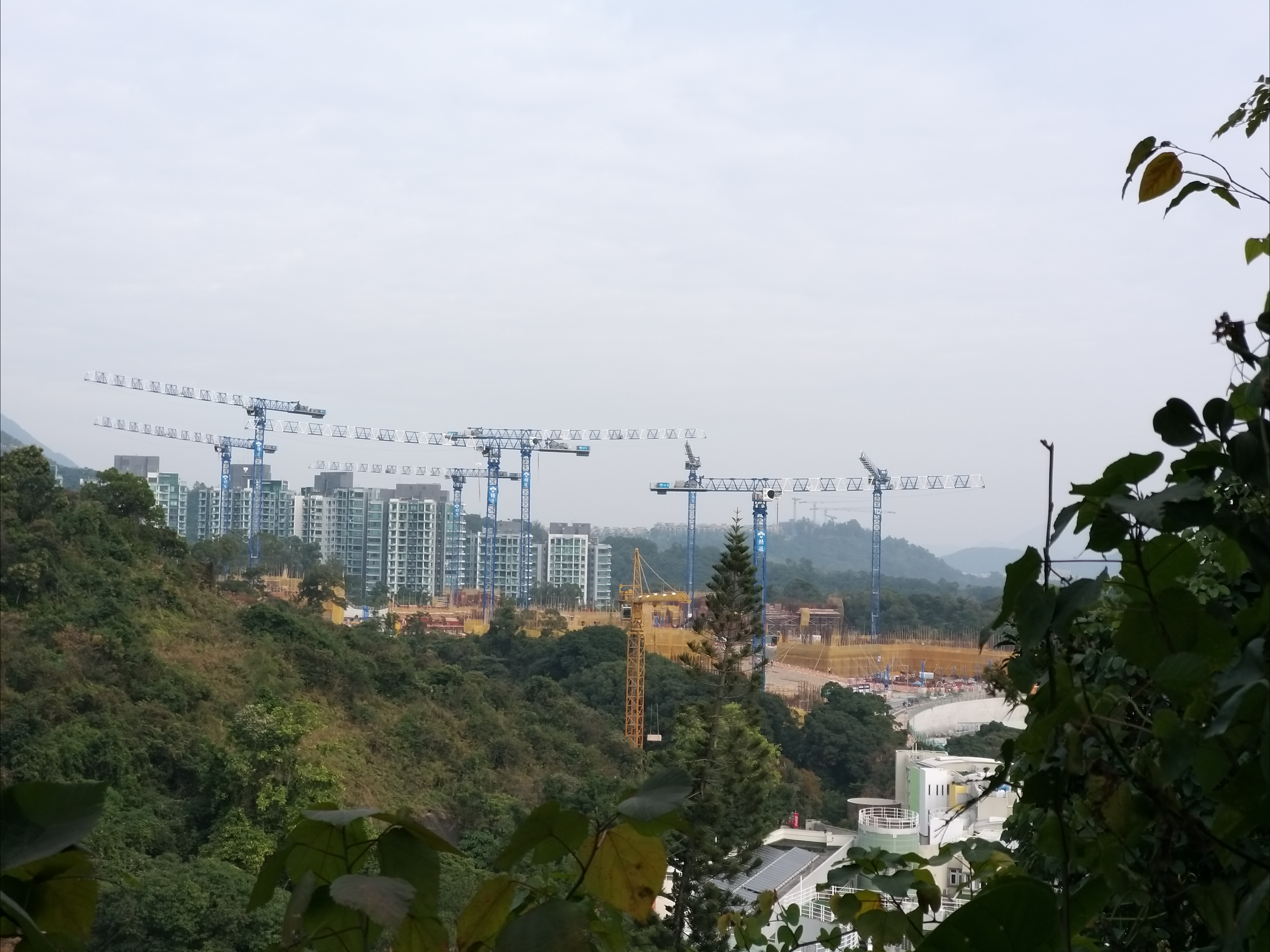
施工中，2020年12月
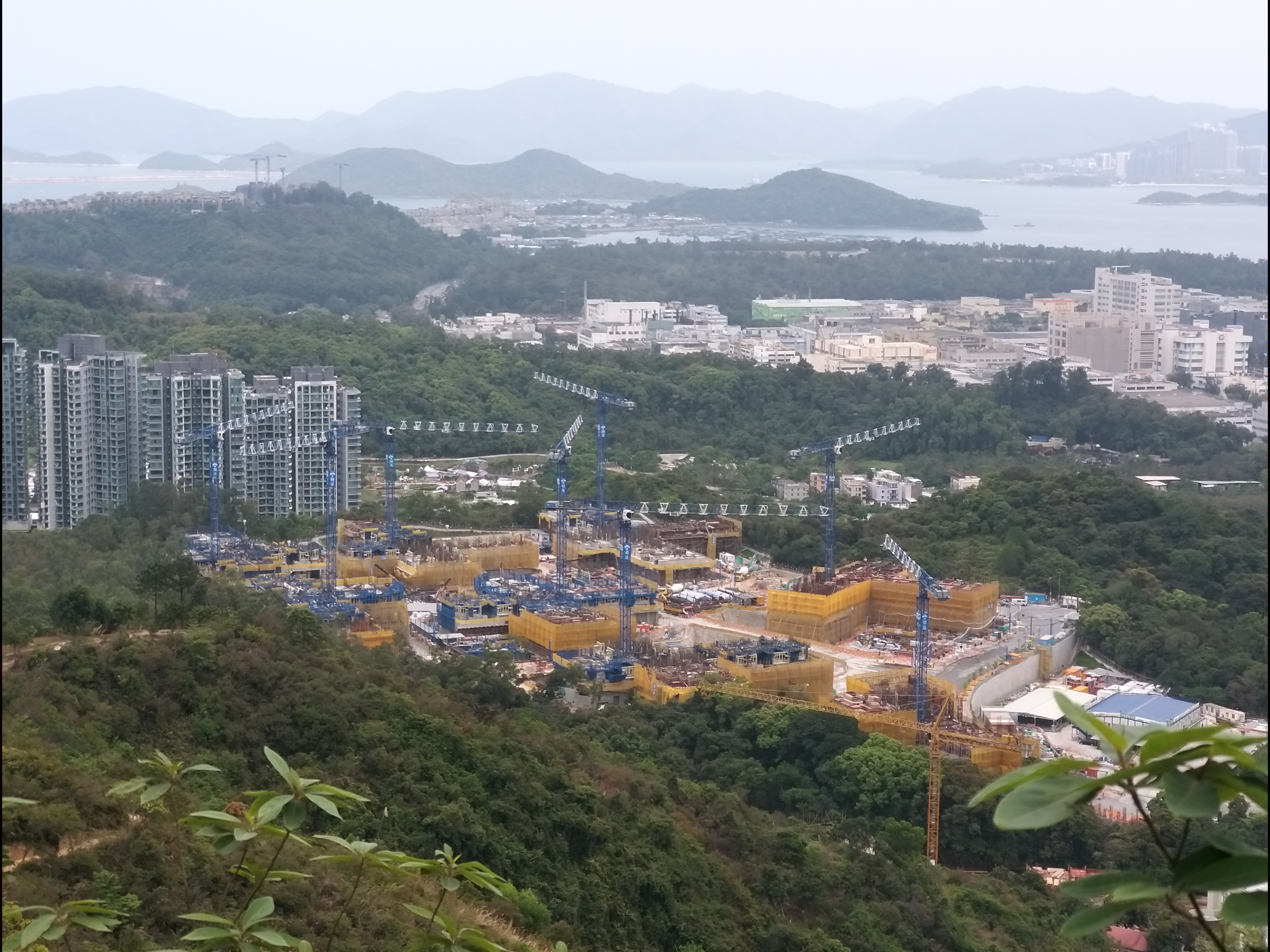
開始興建首層住宅，2021年3月
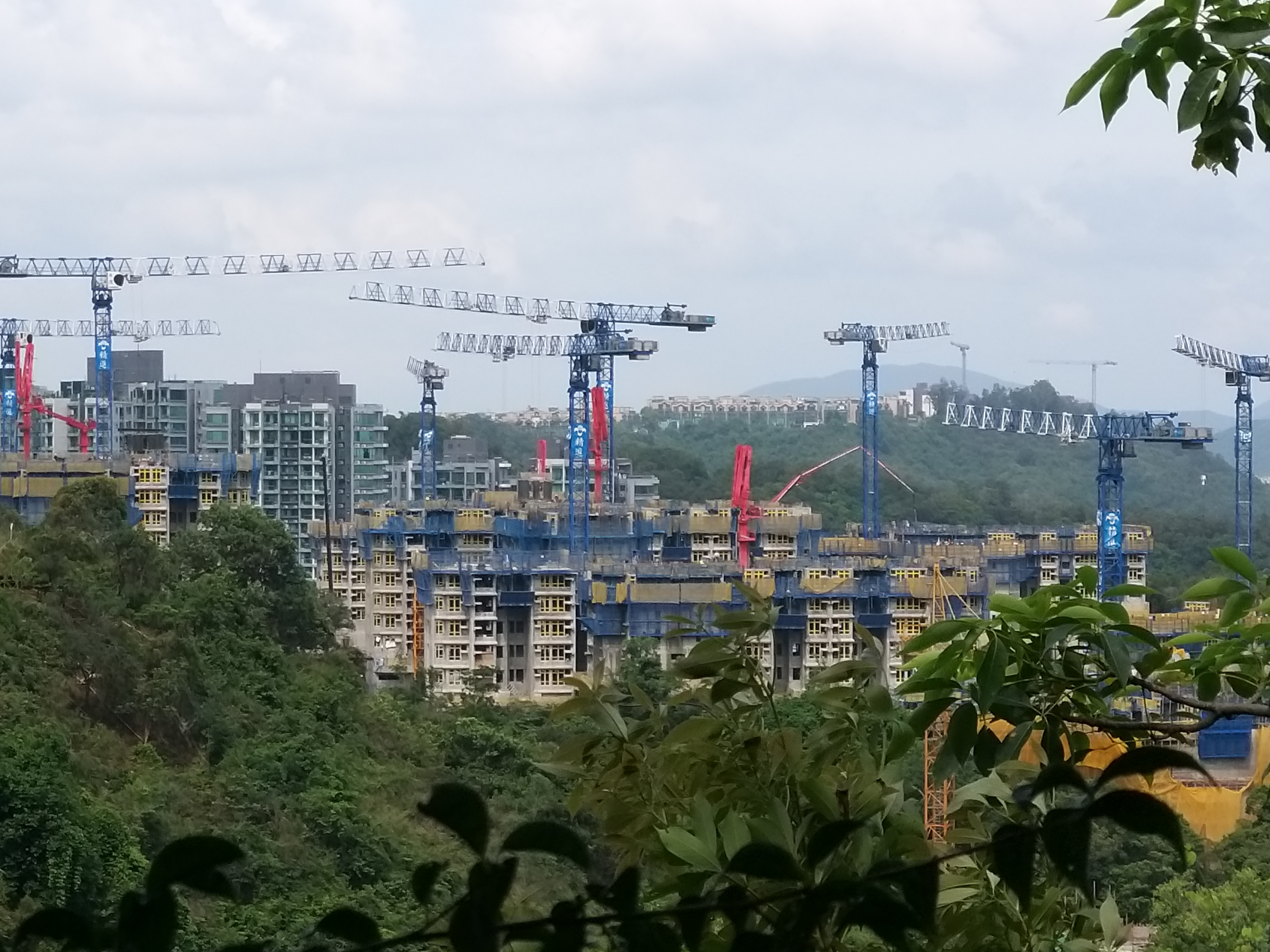
已建數層，2021年6月
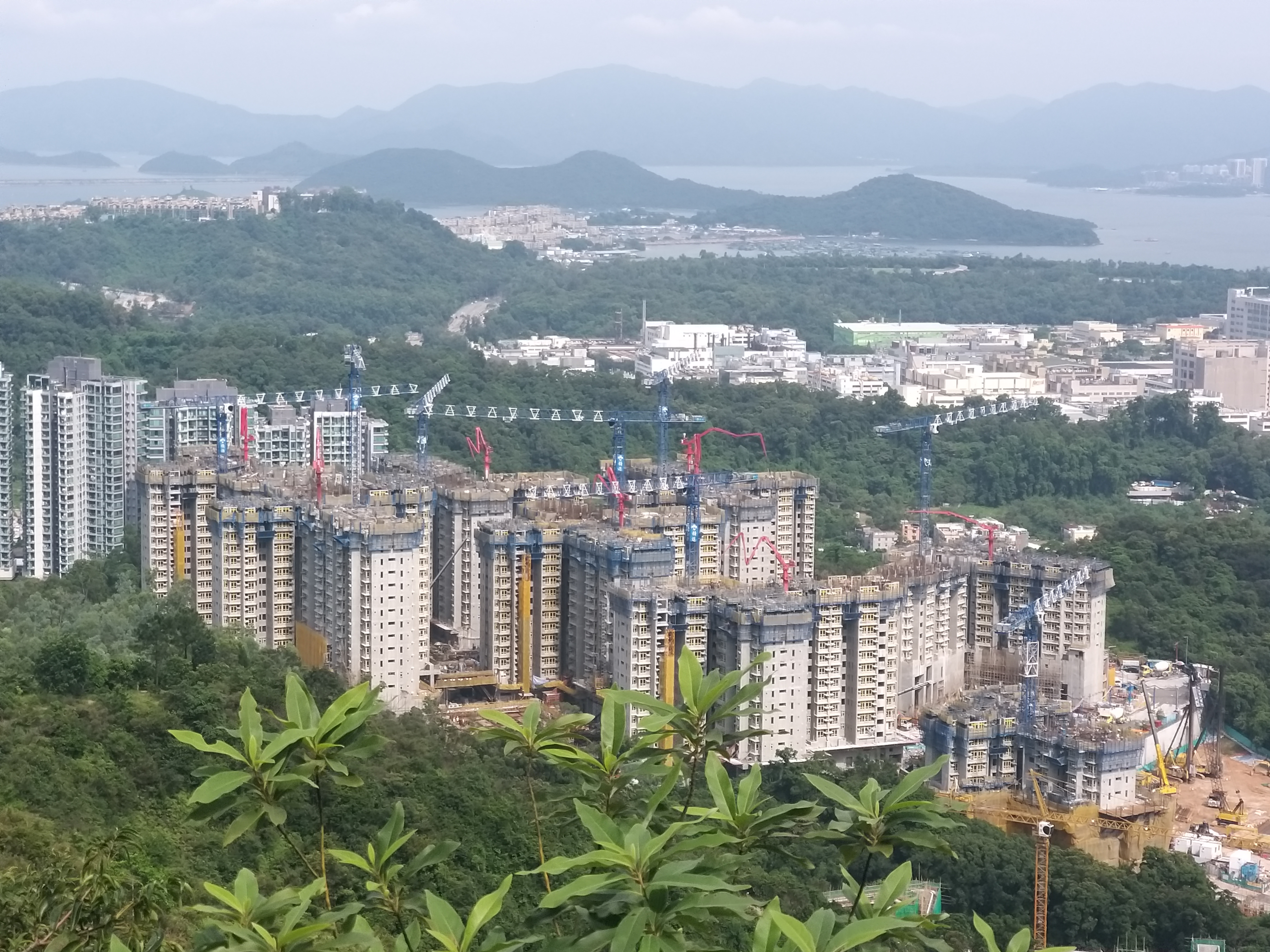
建至約10層，2021年8月
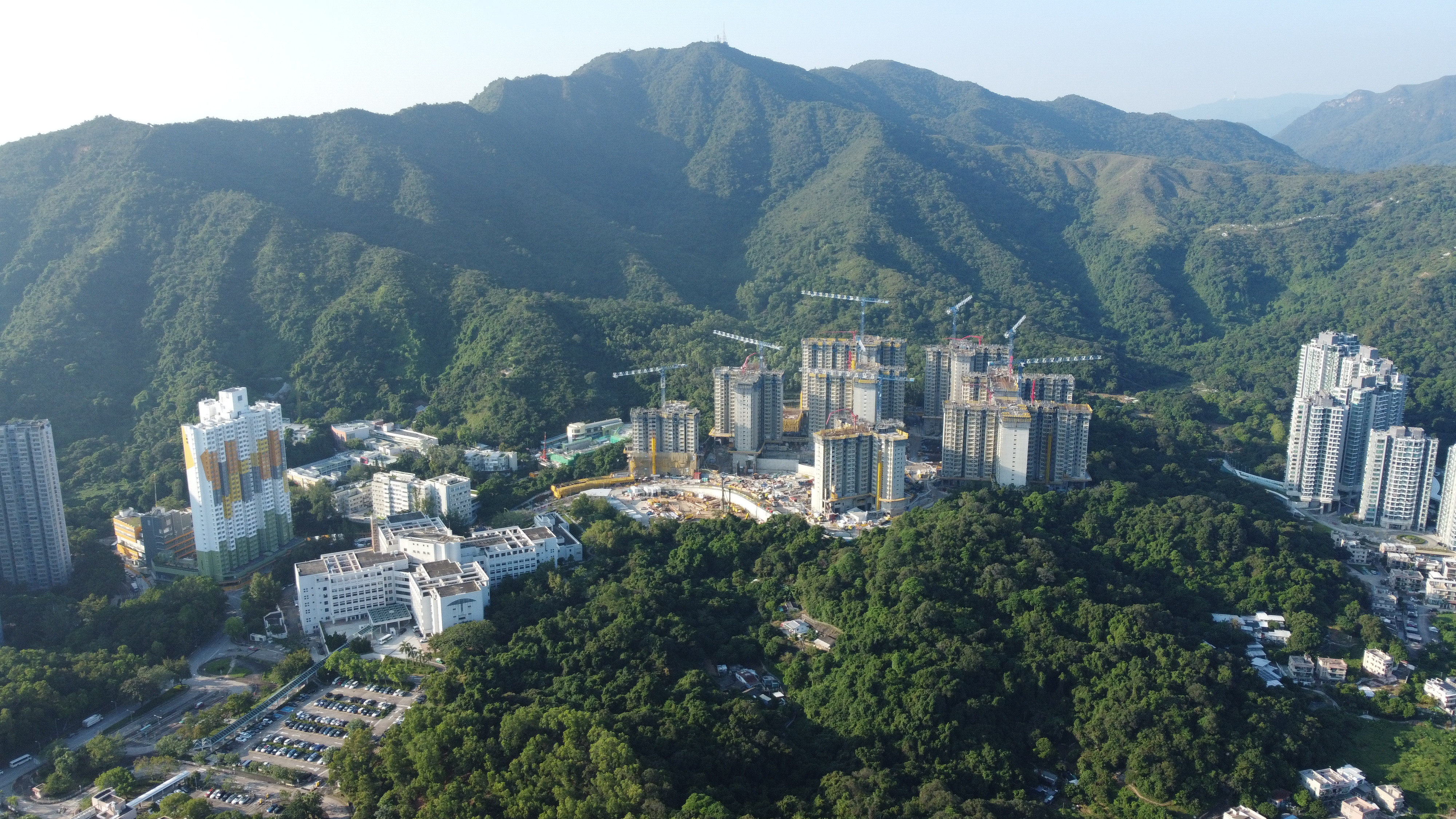
建至接近20層，2021年10月
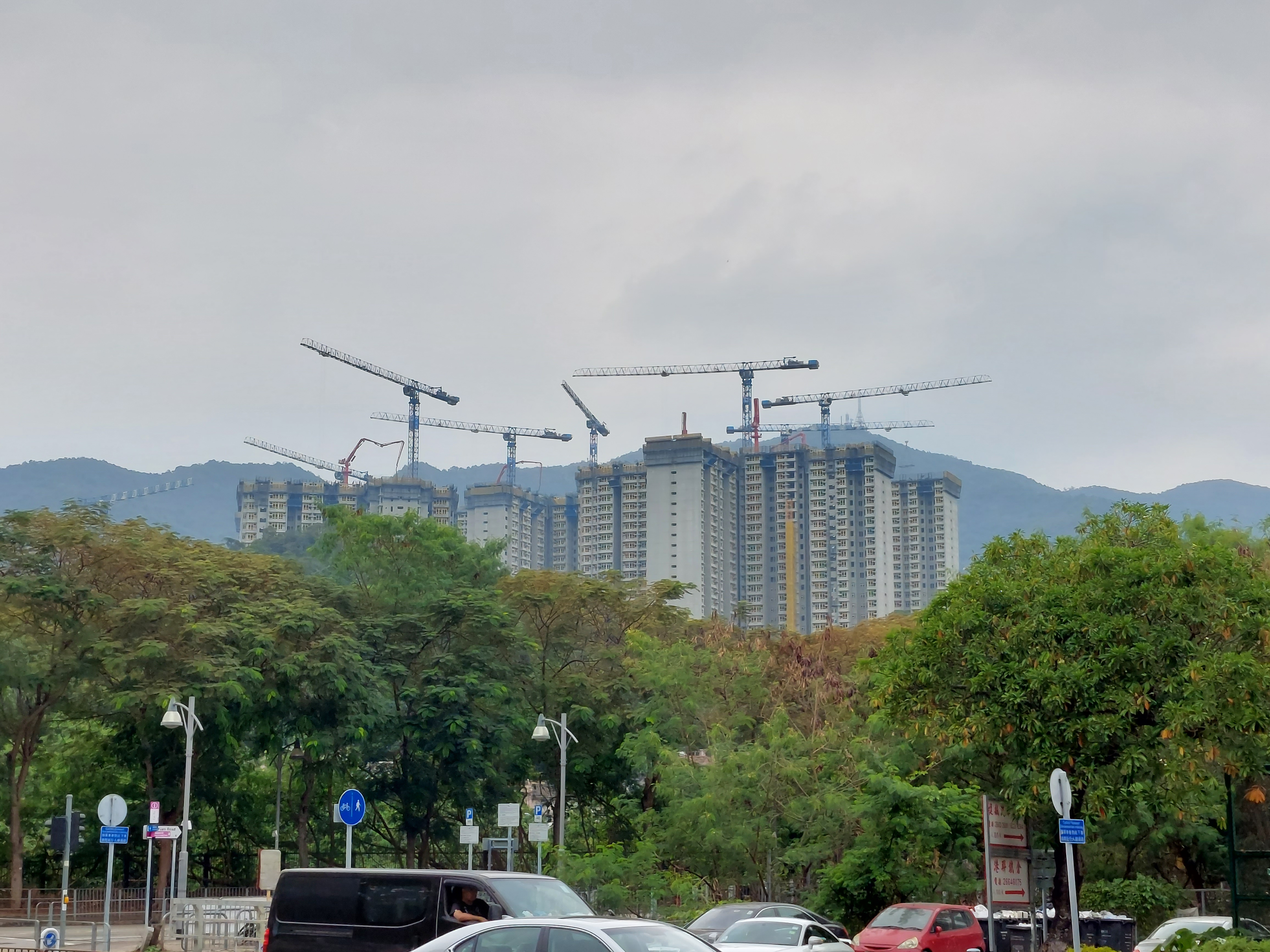
建至約20層，2021年11月
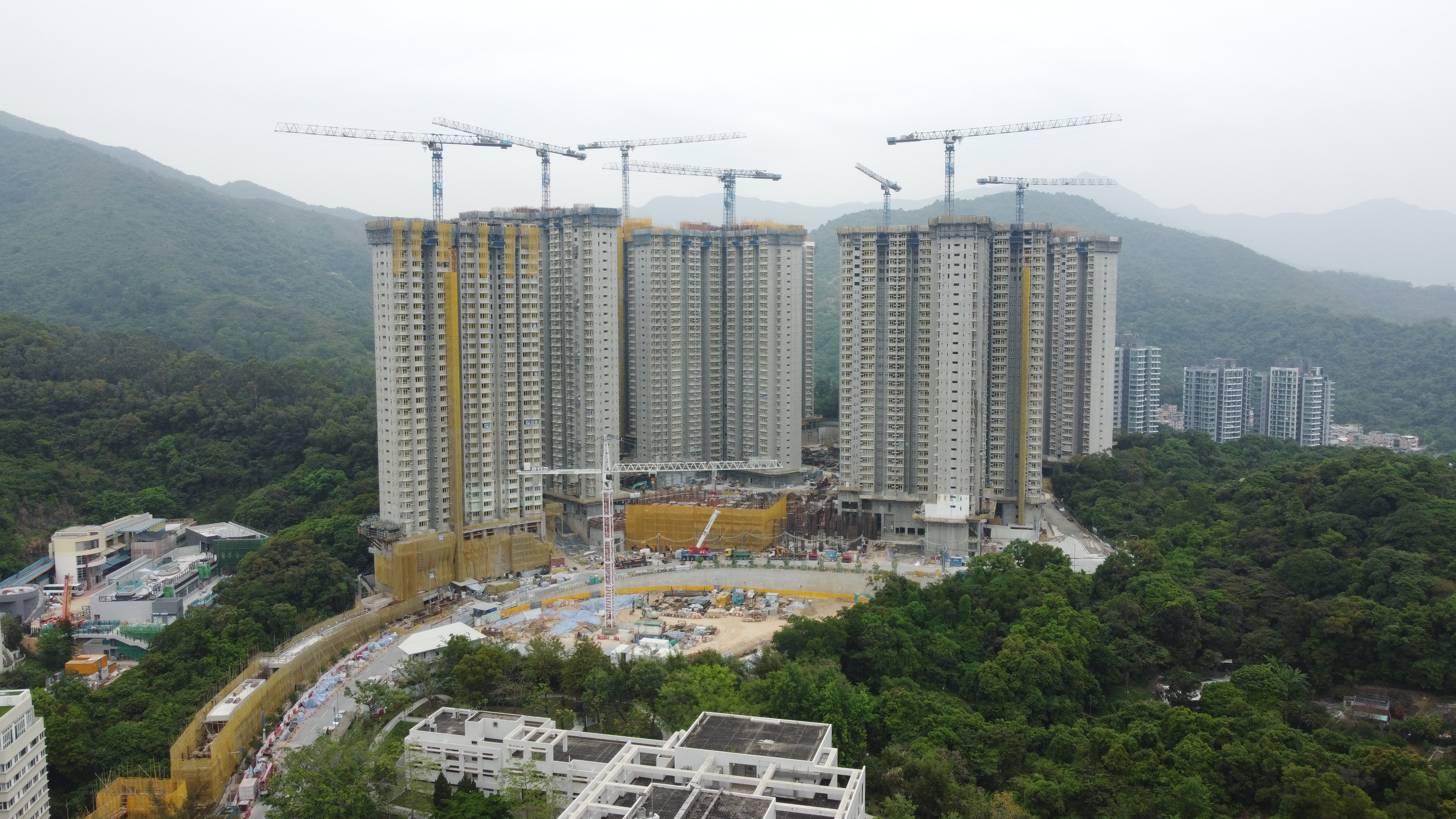
建至約30層，2022年4月
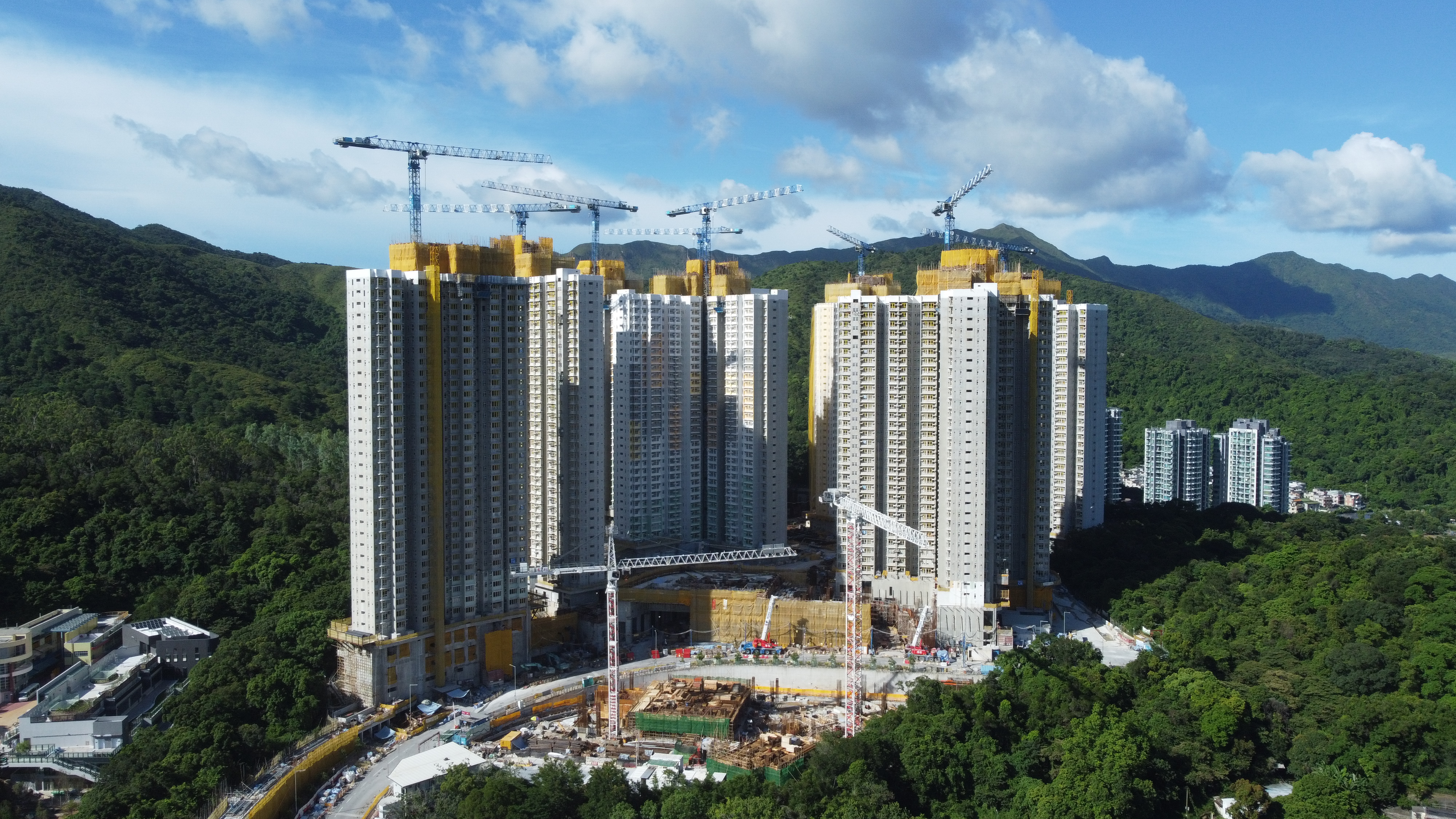
大致封頂，2022年8月
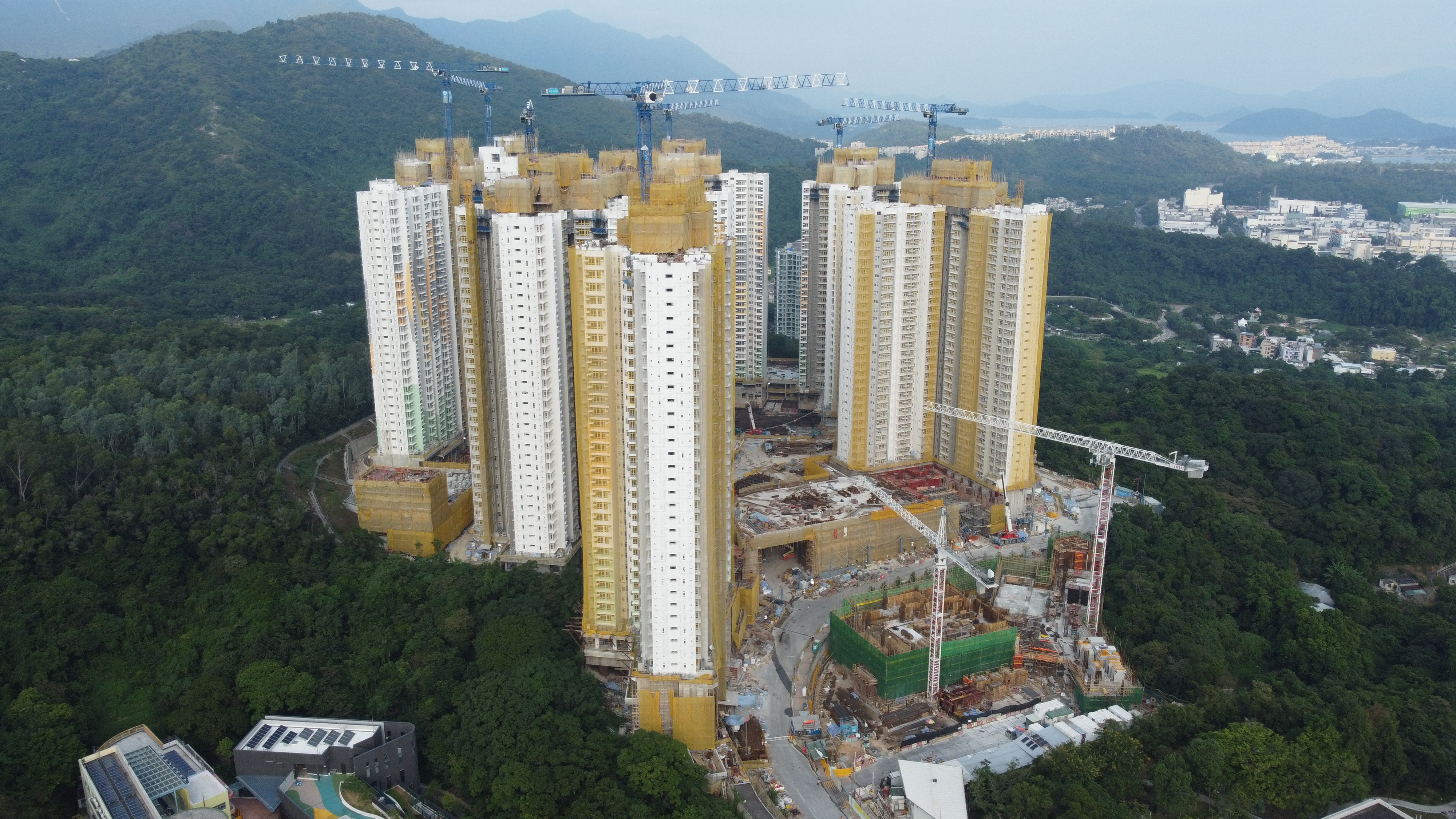
2022年10月
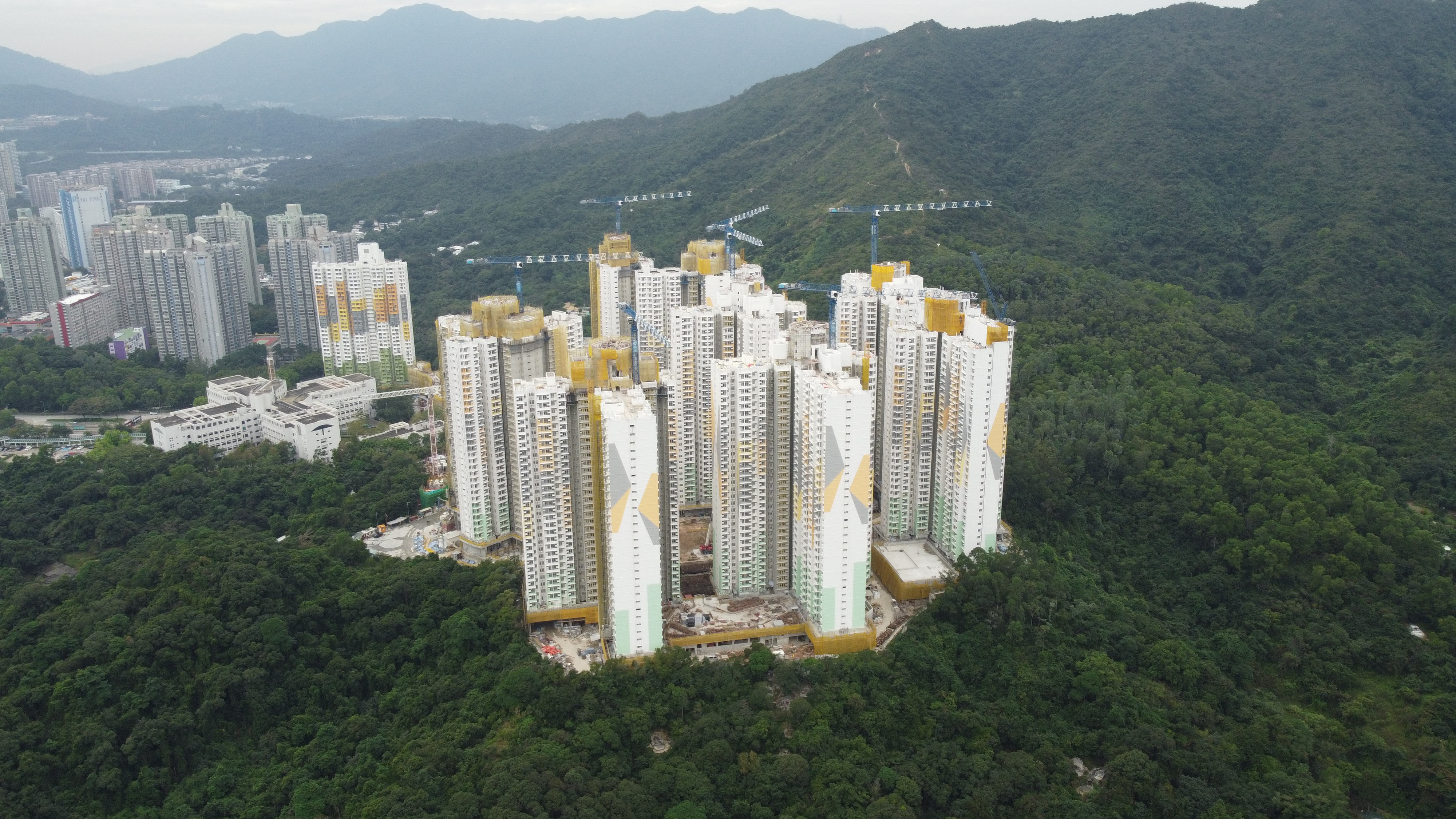
2022年12月
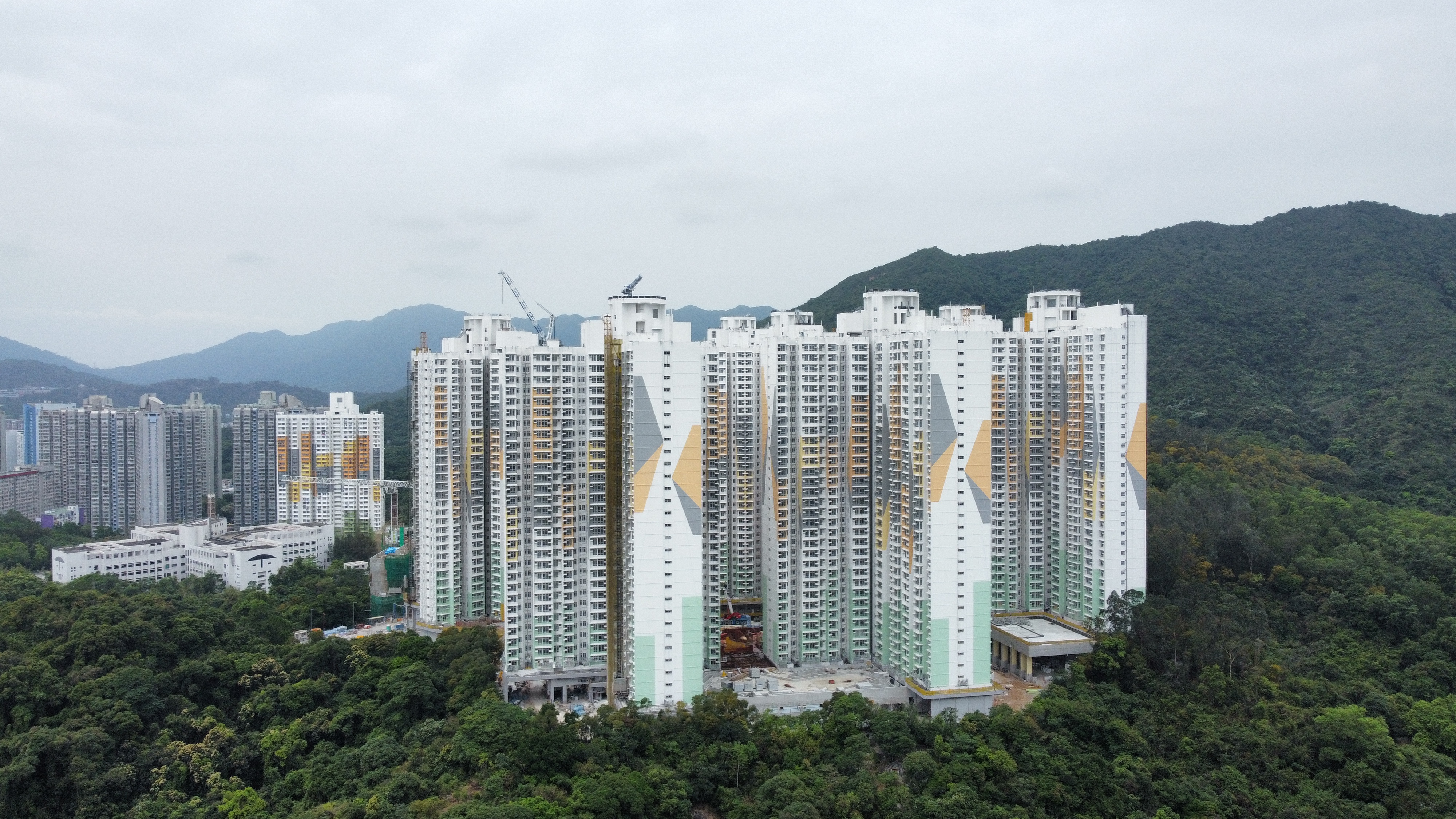
2023年5月
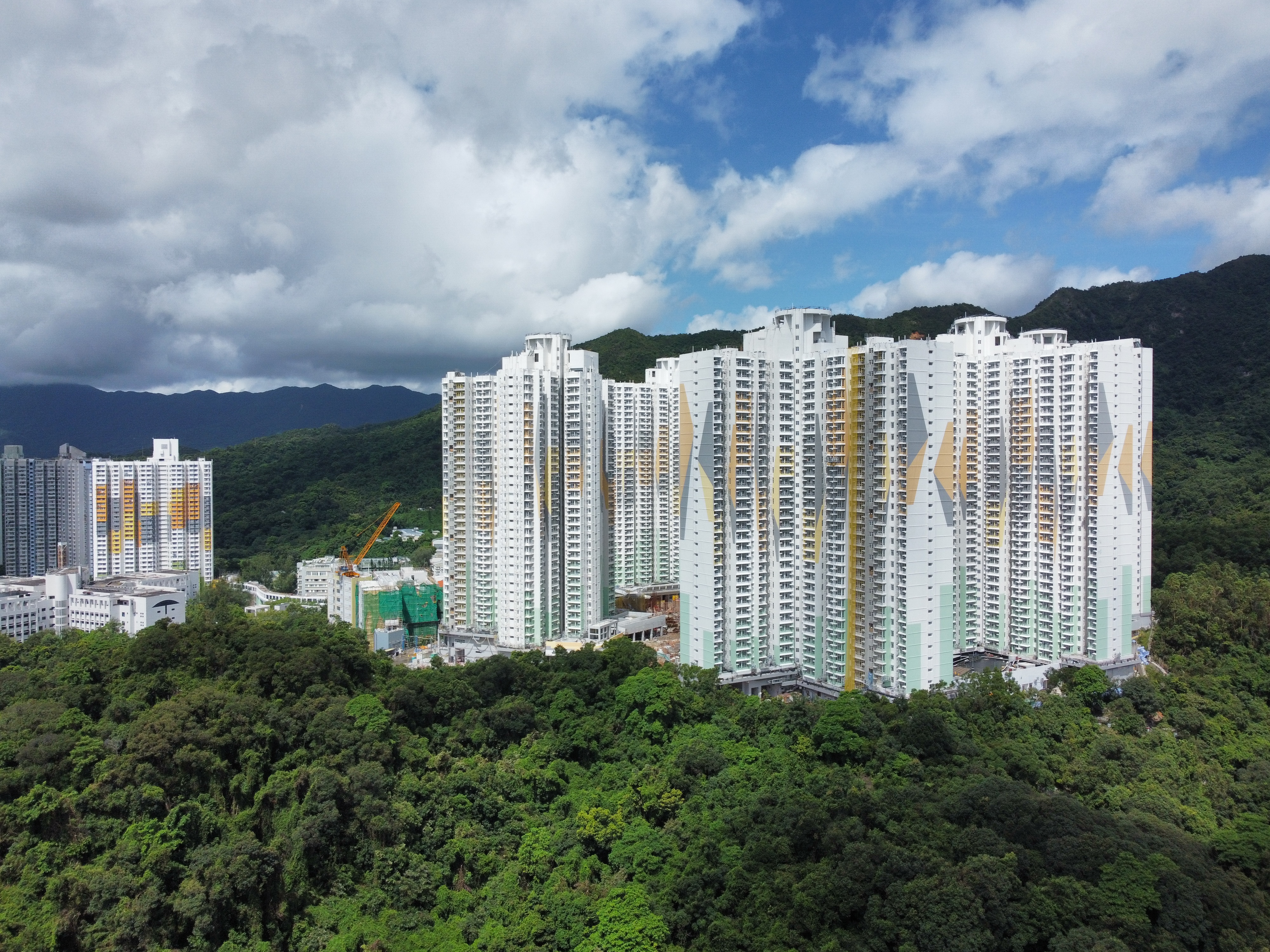
2023年9月
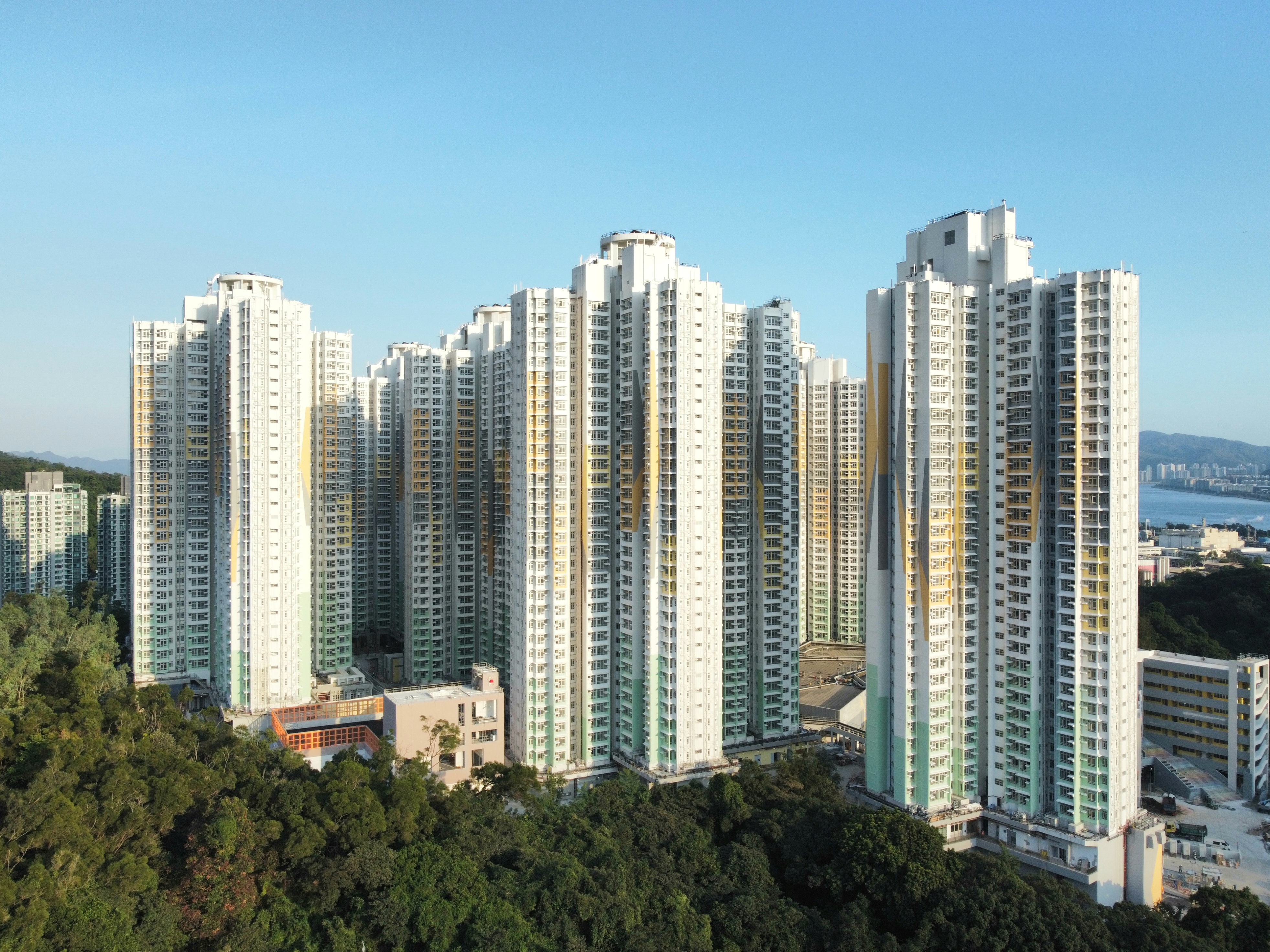
2023年11月

第三期

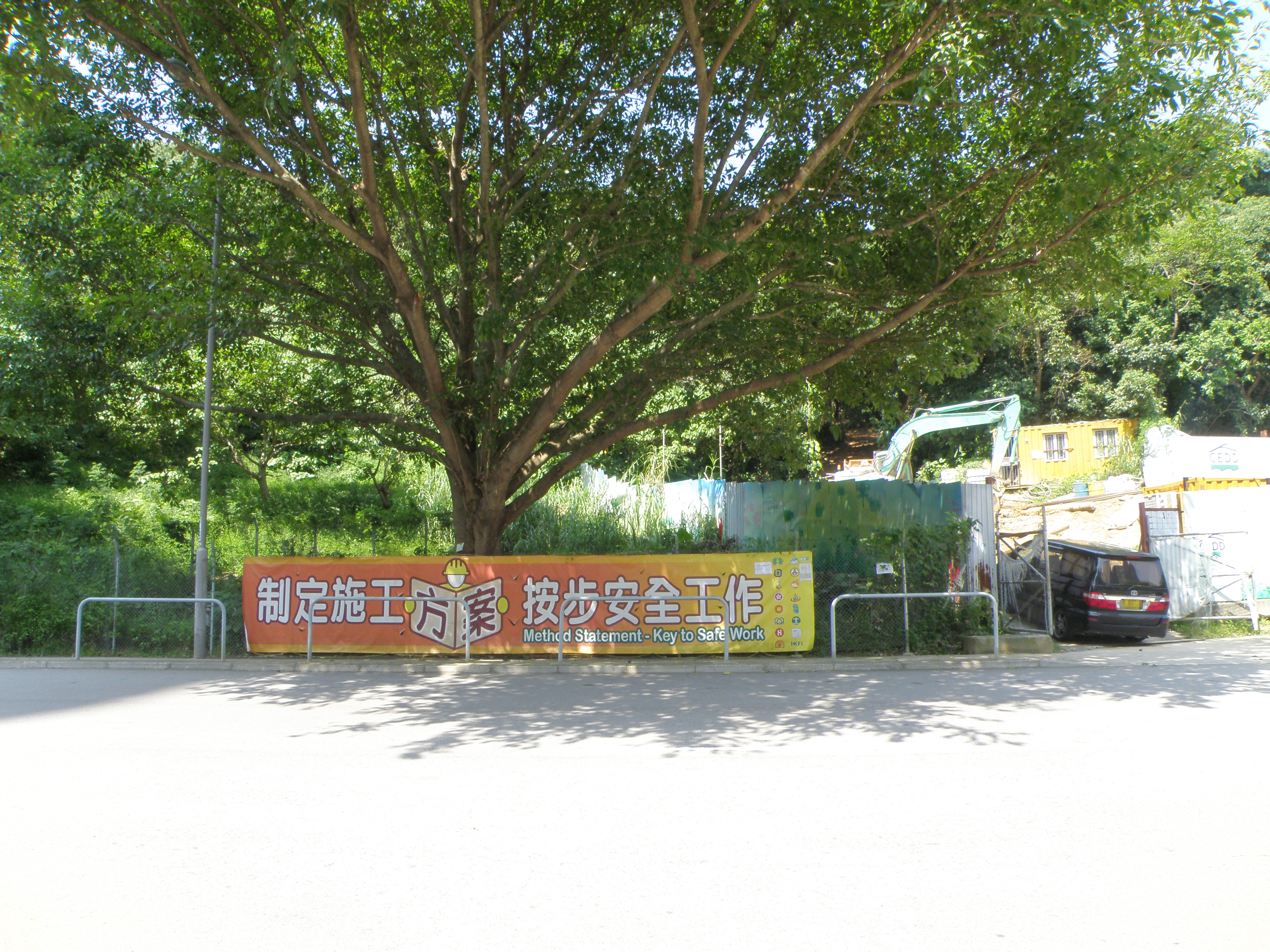
富蝶邨第三期建議位置（2015年10月）
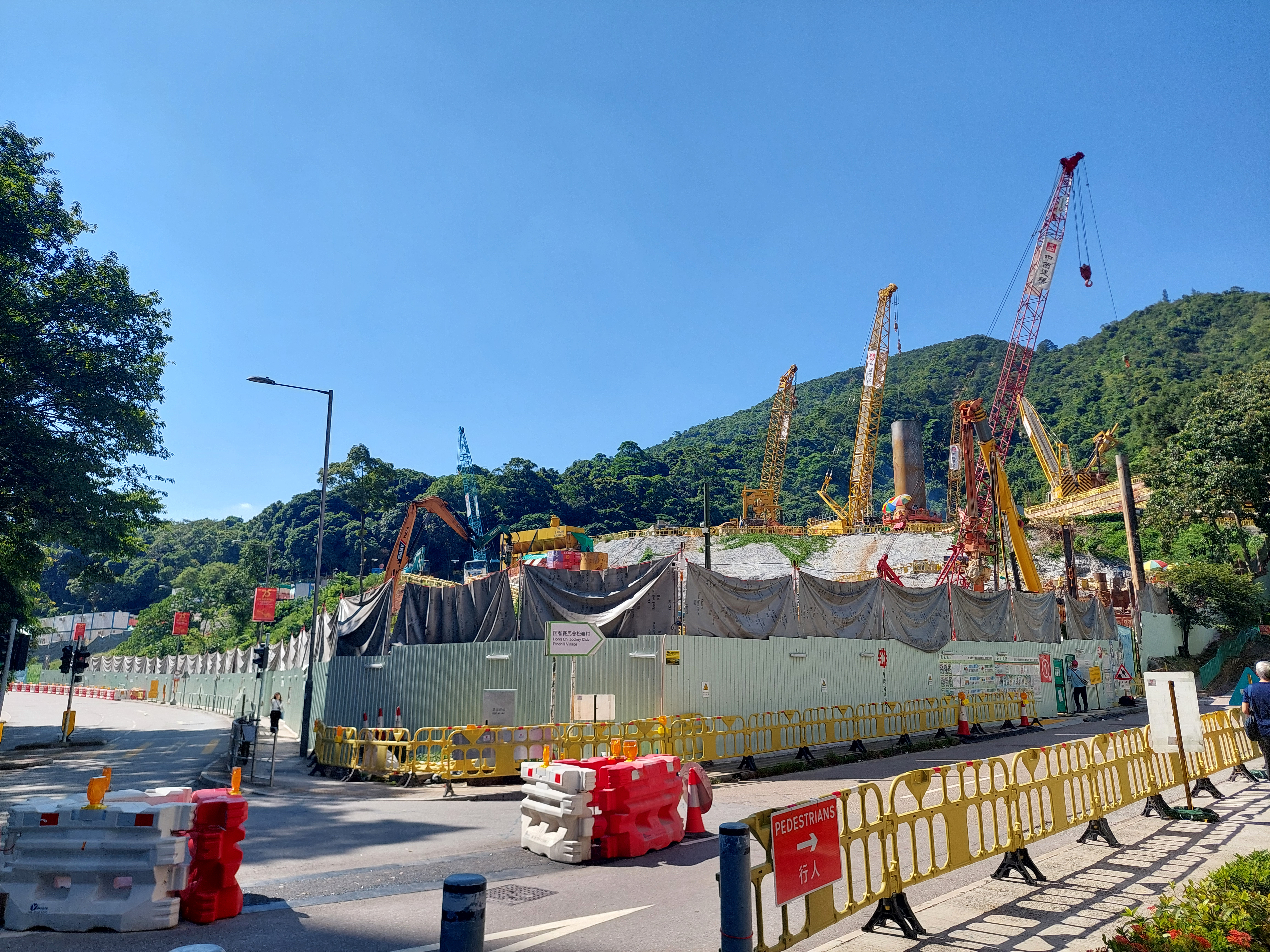
地基工程進行中，2024年10月

## 交通

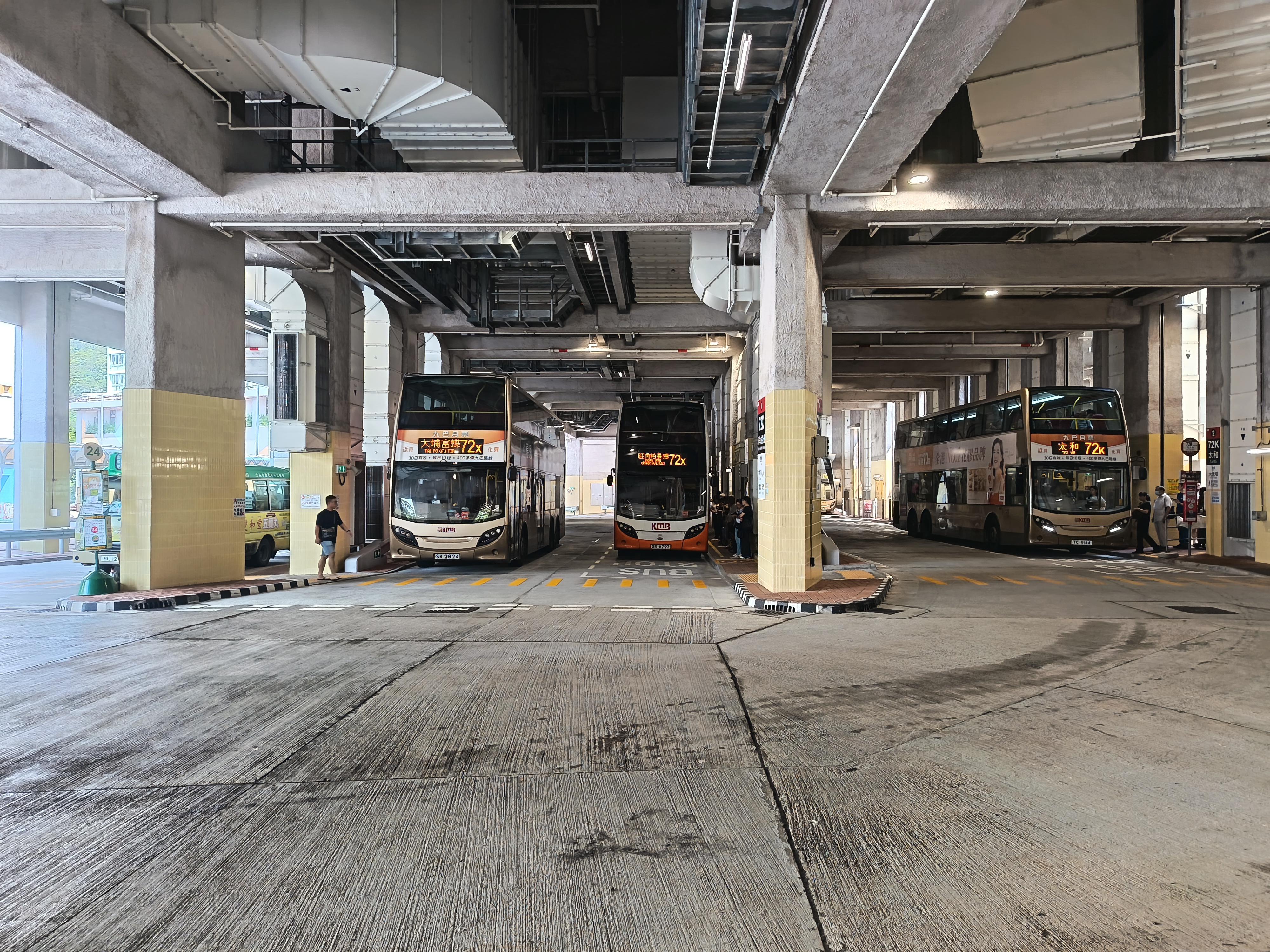
富蝶邨公共運輸總站

富蝶邨入伙初期，尚未有公共交通服務，主要倚賴鄰近富亨邨、那打素醫院的交通。一期設有20X小巴，提供平日早上特快前往大埔墟站的小巴服務。交通配套設施需待屋邨第二期同步啟用。初時需由鄰近的富亨邨步行約5分鐘才抵達斑蝶樓。
運輸署其後安排九巴分別開辦兩條巴士線前往港鐵太和站（72K）及油塘的巴士路線（74），為居民提供交通服務。2023年初再批准一條前往尖沙咀東（麼地道）（271A）的巴士路線和一條往大埔墟的小巴路線。三條新巴士路線均由九巴取得經營權，包括在2024年2月28號率先開通前往太和巴士總站（循環線）的巴士路線（72K）。

## 事件及軼事
大埔區內現時共有7條公共租住或租置計劃屋邨，當中最大型的是廣福邨，租住單位數目達約6,200伙。不過，當富蝶邨建成後，單位數目將會超過廣福邨，成為區內最大型的公屋項目。
- 2021年1月至2022年4月間，一名在富蝶邨地盤工作的房屋署監工，涉嫌收受分判商員工多筆共9萬多元賄款，兩年後被廉署起訴[22]。
- 2021年2月5日，一名在富蝶邨二期地盤工作的房屋署工程師，確診2019冠狀病毒病；此前，該工程師寓所所在的大廈，亦錄得兩宗感染個案。[23]
- 2022年7月7日，房屋局局長何永賢前往富蝶邨二期地盤進行視察，並聽取房署及承建商代表匯報興建進度[24]。

## 外部連結
- 房委會物業位置及資料 富蝶邨 （页面存档备份，存于）